# Liste der denkmalgeschützten Objekte in Linz-Innenstadt/L–Z

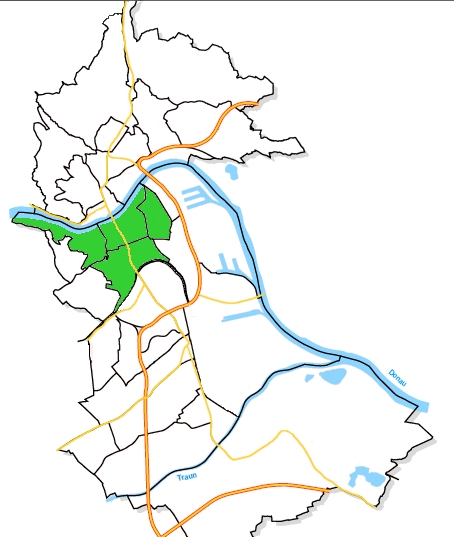
Die Katastralgemeinde Linz (grün) innerhalb der Stadt Linz

Die Liste der denkmalgeschützten Objekte in Linz-Innenstadt enthält die 382 denkmalgeschützten, unbeweglichen Objekte der Linzer Katastralgemeinde Linz, die dem bis 2013 bestehenden Stadtteil Innenstadt entspricht. Der jetzige statistische Bezirk Innere Stadt ist gegenüber dem alten Stadtteil verkleinert, einige Objekte befinden sich daher in den Bezirken Froschberg oder Kaplanhof.
Die Zahl hinter dem Vermerk „Linz“ ist die Inventarnummer der Linzer Denkmaldatenbank, der Eintrag kann durch das Daraufklicken erreicht werden. Sofern kein anderer Beleg angegeben ist, stammen die Informationen in den Beschreibungstexten von dort.
Die Liste ist zweigeteilt. Dieser Teil listet alle Objekte, deren Standort mit den Buchstaben L–Z beginnt. Der erste Teil listet alle Objekte, deren Standort mit den Buchstaben A–K beginnt.

## Denkmäler
| Foto  |                 | Denkmal | Standort                                                 | Beschreibung | Metadaten |
| ----- | --------------- | --- | -------------------------------------------------------- | --- | --- |
| ja    | Datei hochladen | Landhaus HERIS-ID: 52260 Objekt-ID: 58857 Linz: 522                                                                        | Landhausplatz 1 Standort KG: Linz                        | Das Linzer Landhaus ist ein in späterer Folge mehrmals überformter Renaissance-Baukomplex, der nach 1564 anstelle eines Minoriternklosters errichtet wurde. Ein wichtiger Einschnitt war der Wiederaufbau nach dem Stadtbrand von 1800, wo kurz danach auch der Stadtgraben zugeschüttet wurde. Dabei entstand die einheitliche Schauseite zur Promenade. Er ist um drei Höfe gruppiert, wobei der Renaissance-Arkadenhof der größte und bemerkenswerteste ist. Nordseitig befindet sich ein wappengeschmücktes Portal, das zu den bedeutendsten Renaissance-Portalen Österreichs gehört. Der Turm wurde 1568 errichtet und 1638 erhöht, der barocke Helm stammt aus der Zeit nach 1800. | BDA-Hist.: Q1827163 Status: § 2a Stand der BDA-Liste: 2025-06-30 Name: Landhaus GstNr.: 214 Linzer Landhaus |
| ja    | Datei hochladen | Bürgerhaus, ehem. Ballhaus HERIS-ID: 38106 Objekt-ID: 37614 Linz: 688                                                      | Landstraße 1 Standort KG: Linz                           | Die jetzige Form des Gebäudes entstand um 1700, wobei die Stuckdekoration der Fassade erst um 1770 angebracht worden ist. Die Fenster des ersten und zweiten Obergeschoßes sind bekrönt und die Giebelfelder mit Stuckverzierungen in Rokokostil versehen. An der Hausecke befindet sich eine mit einem Blechbaldachin überdachte Nische, in der sich eine Steinfigur Maria Immaculata aus der ersten Hälfte des 18. Jahrhunderts befindet. | BDA-Hist.: Q37978924 Status: Bescheid Stand der BDA-Liste: 2025-06-30 Name: Bürgerhaus, ehem. Ballhaus GstNr.: 763 Landstraße 1 (Linz) |
| ja    | Datei hochladen | Wohn- und Geschäftshaus HERIS-ID: 78031 Objekt-ID: 91673 Linz: 690seit 2017                                                | Landstraße 4-6 Standort KG: Linz                         | Von dem 1875 von Anton Schrittwieser erbauten strenghistoristischen Haus mit Neorenaissance-Formen ist nur mehr die Fassade vorhanden, der Rest ist entkernt. | BDA-Hist.: Q38151168 Status: Bescheid Stand der BDA-Liste: 2025-06-30 Name: Wohn- und Geschäftshaus GstNr.: 1833 Landstraße 4-6 (Linz) |
| ja    | Datei hochladen | Bürgerhaus HERIS-ID: 46436 Objekt-ID: 48451 Linz: 691                                                                      | Landstraße 7 Standort KG: Linz                           | Ein viergeschoßiges Gebäude mit einem Runderker in den drei obersten Stockwerken an der linken Hausecke. Den Abschluss bildet ein Kegeldach mit Knauf. Die Fenster des zweiten und dritten Geschoßes sind bekrönt, wobei die Fensterüberdachungen des Runderkers zusammengezogen sind. | BDA-Hist.: Q38021549 Status: Bescheid Stand der BDA-Liste: 2025-06-30 Name: Bürgerhaus GstNr.: 765, 767/3 Landstraße 7 (Linz) |
| ja    | Datei hochladen | Wohn- und Geschäftshaus HERIS-ID: 78029 Objekt-ID: 91671 Linz: 692seit 2017                                                | Landstraße 8 Standort KG: Linz                           | Das schmale Wohnhaus mit neobarockem Fassadendekor weist Klinkerverkleidung und Ortsteinquaderung an den Seitenrändern auf. Es wurde 1900 von Wilhelm Fabigan errichtet. | BDA-Hist.: Q38151158 Status: Bescheid Stand der BDA-Liste: 2025-06-30 Name: Wohn- und Geschäftshaus GstNr.: 1831 Landstraße 8 (Linz) |
| ja    | Datei hochladen | Bürgerhaus HERIS-ID: 46208 Objekt-ID: 47927 Linz: 693                                                                      | Landstraße 9 Standort KG: Linz                           | Das Gebäude wurde 1700 von Grund auf neu errichtet. Die Fassaden wurden zu Beginn des 19. Jahrhunderts neu gestaltet. Auffallend sind eine treppenförmige Attika und zwei Rundnischen zwischen den Fenstern, in denen sich jeweils eine Steinplastik befindet. Zum einen eine Figur Maria Immaculata und zum anderen die Hl. Dreifaltigkeit. | BDA-Hist.: Q38019837 Status: Bescheid Stand der BDA-Liste: 2025-06-30 Name: Bürgerhaus GstNr.: 767/1,767/2 Landstraße 9 (Linz) |
| ja    | Datei hochladen | Wohn- und Geschäftshaus HERIS-ID: 78033 Objekt-ID: 91675 Linz: 694seit 2017                                                | Landstraße 10 Standort KG: Linz                          | Das schmale, 1910 von Gustav Steinberger errichtete Haus ist in neobarocken Formen gehalten. Der abschließende Dachaufbau hat eine Attika in der Form eines manieristischen Torbogens. | BDA-Hist.: Q38151177 Status: Bescheid Stand der BDA-Liste: 2025-06-30 Name: Wohn- und Geschäftshaus GstNr.: 1830 Landstraße 10 (Linz) |
| ja    | Datei hochladen | Bürgerhaus HERIS-ID: 46264 Objekt-ID: 47994 Linz: 695                                                                      | Landstraße 11 Standort KG: Linz                          | Ein schlichtes vierachsiges und viergeschoßiges Gebäude, das in der heutigen Form nach 1710 von bürgerlichen Besitzern errichtet wurde. Die Fassade zeigt gerade Fensterüberdachungen und ein korbbogiges Eingangsportal. | BDA-Hist.: Q38020250 Status: Bescheid Stand der BDA-Liste: 2025-06-30 Name: Bürgerhaus GstNr.: 769 Landstraße 11 (Linz) |
| ja    | Datei hochladen | Palais Weissenwolf HERIS-ID: 38181 Objekt-ID: 37691 Linz: 696                                                              | Landstraße 12 Standort KG: Linz                          | Schon 1595 wurden zwei Vorstadthäuser an dieser Stelle erwähnt. Den Namen erhielt das Haus von Franz Anton Graf Weißenwolff, der es 1714 erwarb. Im Laufe der Geschichte wechselte es mehrmals den Besitzer. So finden sich neben der Familie Fürstenberg, Otto Karl Graf von Hohenfeld und Michael Haßelmayer von Fernstein auch die Familie Saxinger auf der Liste der ehemaligen Eigentümer. Seit 1971 ist das Palais im Besitz der Allgemeinen Sparkasse. | BDA-Hist.: Q37979684 Status: Bescheid Stand der BDA-Liste: 2025-06-30 Name: Palais Weissenwolf GstNr.: 1829 Landstraße 12 (Linz) |
| ja    | Datei hochladen | Bürgerhaus HERIS-ID: 38182 Objekt-ID: 37692 Linz: 697                                                                      | Landstraße 14 Standort KG: Linz                          | Erstmals wurde das Haus 1612 urkundlich erwähnt. Ein viergeschoßiger Bau mit fünf Achsen und einer auffälligen Nische in der Attikamauer, in welcher sich eine steinerne Plastik der „Maria Immaculata“ aus der ersten Hälfte des 18. Jahrhunderts befindet. Als berühmtester Bewohner findet sich 1761 der österreichische Maler Bartolomeo Altomonte. | BDA-Hist.: Q37979693 Status: Bescheid Stand der BDA-Liste: 2025-06-30 Name: Bürgerhaus GstNr.: 1828 Landstraße 14 (Linz) |
| ja    | Datei hochladen | Wohn- und Geschäftshaus, Winklerbau HERIS-ID: 23906 Objekt-ID: 20276 Linz: 676seit 2013                                    | Landstraße 15 Standort KG: Linz                          | Seit Beginn des 14. Jahrhunderts befand sich an dieser Stelle das Bürgerspital mit der Hl.-Geist-Kirche und ein Friedhof. 1786 wurde das Bürgerspital aufgehoben. Den Namen „Winklerbau“ erhielt das Gebäude durch die Bauherren Gebrüder Winkler, die das jetzige Gebäude 1931/32 nach Plänen von Hans Feichtlbauer neu errichtete ließen. Es stellt eine markante Eckverbauung aus verschieden hohen Baublöcken dar: ein dreigeschoßiger am Straßeneck, ein sechsgeschoßiger als Verbindung zur benachbarten späthistoristischen Bebauung und ein achtgeschoßiger Wohntrakt im Zentrum. Ein markantes Element ist der keramische Banddekor an den Gebäuderändern. | BDA-Hist.: Q37880066 Status: Bescheid Stand der BDA-Liste: 2025-06-30 Name: Wohn- und Geschäftshaus, Winklerbau GstNr.: 772/5, 772/4, 772/1 Winklerbau |
| ja    | Datei hochladen | Stiftshaus Schlägl HERIS-ID: 78044 Objekt-ID: 91687 Linz: 699                                                              | Landstraße 16 Standort KG: Linz                          | Ein viergeschoßiges Gebäude mit sieben Achsen und einem Dachbodengeschoß mit Atlanten, die das Gesims tragen. Im ersten Geschoß befinden sich zwei rechteckige Erker jeweils symmetrisch an den vorletzten Außenachsen. Die Geschichte des Hauses geht bis 1528 zurück. 1640 wurde das Gebäude von Stift Schlägl erworben neu erbaut. 1862 wurde die Fassade an der Landstraße von Baumeister Johann Rueff neu gestaltet. | BDA-Hist.: Q38151209 Status: § 2a Stand der BDA-Liste: 2025-06-30 Name: Stiftshaus Schlägl GstNr.: 1825 Landstraße 16 (Linz) |
| ja    | Datei hochladen | Florianer Stiftshaus HERIS-ID: 78051 Objekt-ID: 91694 Linz: 700                                                            | Landstraße 22 Standort KG: Linz                          | Ein Eckhaus mit markantem Eckerker in den oberen Geschoßen. Das rundbogige Hauptportal ist von toskanischen Wandpfeilern aus Granitquadern flankiert und zeigt die Jahreszahl 1616. Schon 1492 ist ein Haus an dieser Stelle urkundlich erwähnt. 1615 kam das Gebäude durch Propst Leopold Zehetner in den Besitz des Stiftes Sankt Florian und wurde ausgebaut, Baumeister war Marco Martino Spazzio. 1644 erfolgte die Hausbefreiung durch Kaiser Ferdinand III. Innere Ausstattung von Stuckateur Giovanni Pietro Spazio. | BDA-Hist.: Q38151220 Status: § 2a Stand der BDA-Liste: 2025-06-30 Name: Florianer Stiftshaus GstNr.: 1823/1 Landstraße 22 (Linz) |
| ja    | Datei hochladen | Bürgerhaus HERIS-ID: 38183 Objekt-ID: 37694 Linz: 701                                                                      | Landstraße 27 Standort KG: Linz                          | Erstmals 1595 urkundlich erwähnt war das Gebäude von 1640 bis 1781 im Besitz von Seilermeistern. 1861 wurde es durch Baumeister Friedrich Sighartner für eine Bäckerei adaptiert. Das Gebäude mit einer Barockfassade aus dem zweiten Viertel des 18. Jahrhunderts verblieb als Rest einer ehemaligen barocken Häuserzeile. Ein dreiachsiger Bau, bei dem die beiden Obergeschoße durch vier Riesenwandpfeiler zusammengefasst sind. Markant ist eine gegliederte Vorschussmauer mit zwei ovalen Luken über dem obersten Geschoß. | BDA-Hist.: Q37979705 Status: Bescheid Stand der BDA-Liste: 2025-06-30 Name: Bürgerhaus GstNr.: 782 Landstraße 27 (Linz) |
| ja    | Datei hochladen | Lambacher Stiftshaus und Gartenpavillon HERIS-ID: 38184 Objekt-ID: 37695 Linz: 702                                         | Landstraße 28 Standort KG: Linz                          | Das Lambacher Freihaus ist durch den Zusammenbau zweier Bürgerhäuser aus der 2. Hälfte des 16. Jahrhunderts im Jahre 1672 entstanden. 1636 gekauft von Abt Philipp von Lambach, bestätigte 1675 Kaiser Leopold I. die Befreiung. Seit 1825 in Privatbesitz erfolgte 1863 die Aufstockung um ein drittes Stockwerk und eine Umgestaltung der Fassade durch Baumeister Anton Schrittwieser. | BDA-Hist.: Q37979715 Status: Bescheid Stand der BDA-Liste: 2025-06-30 Name: Lambacher Stiftshaus und Gartenpavillon GstNr.: 1798/2, 1798/1, 1798/3 Landstraße 28 (Linz)                                                                                          |
| ja    | Datei hochladen | Bürgerhaus HERIS-ID: 78070 Objekt-ID: 91713 Linz: 703seit 2017                                                             | Landstraße 29 Standort KG: Linz                          | Das Haus wurde 1640 erstmals erwähnt, die Fassade stammt aber aus dem 19. Jahrhundert. | BDA-Hist.: Q38151267 Status: Bescheid Stand der BDA-Liste: 2025-06-30 Name: Bürgerhaus GstNr.: 783 Landstraße 29 (Linz) |
| ja    | Datei hochladen | Klosterhof, Baumgartenberger Stiftshaus HERIS-ID: 78073 Objekt-ID: 91716 Linz: 704                                         | Landstraße 30 Standort KG: Linz                          | Das ehemalige Freihaus des Klosters Baumgartenberg wurde urkundlich 1595 genannt und in den 1650ern neu gebaut. Nach Aufhebung des Klosters hatte es mehrere Funktionen, seit den 1930ern ist es ein Gasthaus. Das Gebäude steht auf drei Seiten frei, in der Hauptfront zur Landstraße ist die Mittelachse durch Doppelfenster und das Portal hervorgehoben. | BDA-Hist.: Q14538459 Status: § 2a Stand der BDA-Liste: 2025-06-30 Name: Klosterhof, Baumgartenberger Stiftshaus GstNr.: 1798/5 Klosterhof (Linz) |
| ja    | Datei hochladen | Ursulinenkirche HERIS-ID: 38185 Objekt-ID: 37696 Linz: 633                                                                 | Landstraße 31, bei Standort KG: Linz                     | Der Bau der barocken Kirche mit zwei Fassadentürmen und einem Dachreiter über dem Chor wurde 1736 begonnen und nach mehreren Unterbrechungen 1772 vollendet. Die Fassade zur Straße verläuft wellenartig zur Mittelachse hin, die nischenartig nach hinten versetzt ist und mit einem Dreiecksgiebel abschließt, der mit Figuren bekrönt ist, die ein Kreuz halten. Seitlich ist sie von Säulen flankiert, auf denen sich Engelsfiguren befinden. Mittels durchlaufender Gesimse ist die Fassade dreigeteilt. | BDA-Hist.: Q2501981 Status: Bescheid Stand der BDA-Liste: 2025-06-30 Name: Ursulinenkirche GstNr.: 784 Ursuline Church, Linz |
| ja    | Datei hochladen | Klostergebäude der Ursulinen/Kulturzentrum mit Kapelle HERIS-ID: 38186 Objekt-ID: 37697 Linz: 633                          | Landstraße 31 Standort KG: Linz                          | Die Ursulinen kamen 1679 nach Linz, Ende des 17. Jahrhunderts wurde das Kloster erbaut. Nach Aufhebung des Ordens diente es als Schule und nunmehr als Kulturzentrum. Im nunmehr zur Straße hin offenen Hof befindet sich die Kapelle Unserer lieben Frau von Altötting, eine achteckige Kapelle. | BDA-Hist.: Q14552002 Status: Bescheid Stand der BDA-Liste: 2025-06-30 Name: Klostergebäude der Ursulinen/Kulturzentrum mit Kapelle GstNr.: 789/4 Landstraße 31 (Linz)                                                                                            |
| ja    | Datei hochladen | Pochelhaus/Palais Mannstorff HERIS-ID: 38190 Objekt-ID: 37702 Linz: 705                                                    | Landstraße 32 Standort KG: Linz                          | Ein für den Architekten Johann Michael Prunner charakteristischer dreigeschoßiger Bau mit neun Achsen an der Landstraße aber nur fünf Achsen an der Bischofstraße. Ein dreiachsiger Vorsprung der Fassade wird durch eine Fenstergruppe über dem Portal hervorgehoben. Reiches Stuckwerk, das Akanthuslaub, Blüten und Ornamente darstellt, verziert die Hauptfassade. Bis 1785 befand sich das Gebäude im Besitz der Familie Mannstorff, danach in bürgerlichem Besitz. In den 1880er Jahren wurde das Gebäude aufgestockt. | BDA-Hist.: Q37979755 Status: Bescheid Stand der BDA-Liste: 2025-06-30 Name: Pochelhaus/Palais Mannstorff GstNr.: 1594/1 Landstraße 32 (Linz) |
| ja    | Datei hochladen | Karmelitenkloster und -kirche Hl. Josef HERIS-ID: 52279 Objekt-ID: 58877 Linz: 594                                         | Landstraße 33 Standort KG: Linz                          | Ein erster Kirchenbau erfolgte 1674, die heutige Kirche stammt aus den 1720ern. Die von Johann Michael Prunner stammende Schaufassade zur Straße hin ist durch vier ionische Wandpfeiler gegliedert, die Mittelachse springt hervor und geht in einen volutenflankierten Giebelaufsatz über, in dem sich eine Nische mit der Statue des hl. Josef befindet. Die Seitenachsen enthalten kleine Fenster und Nischen mit Steinstatuen der hl. Teresa von Ávila und des hl. Johannes vom Kreuz. An der Südseite beim Chor befindet sich ein schlanker, quadratischer Turm. | BDA-Hist.: Q1734043 Status: § 2a Stand der BDA-Liste: 2025-06-30 Name: Karmelitenkloster und -kirche Hl. Josef GstNr.: 961, 962, 963/1, 963/3, 964/1, 964/10 Karmeliterkirche Sankt Josef (Linz)                                                                 |
| ja    | Datei hochladen | Wohn- und Geschäftshaus HERIS-ID: 57268 Objekt-ID: 67189 Linz: 706seit 2017                                                | Landstraße 34 Standort KG: Linz                          | Das frühhistoristische Gebäude wurde 1847 erbaut. Es weist einen flachen Mittelrisaliten und einen schmiedeeisernen Balkon über dem Rundbogenportal auf. | BDA-Hist.: Q38075538 Status: Bescheid Stand der BDA-Liste: 2025-06-30 Name: Wohn- und Geschäftshaus GstNr.: 1593 Landstraße 34 (Linz) |
| ja    | Datei hochladen | Wohn- und Geschäftshaus, Karmelitenbau HERIS-ID: 103584 Objekt-ID: 120093 Linz: 707                                        | Landstraße 35 Standort KG: Linz                          | Ursprünglich befand sich an dieser Stelle die Karmelitenmauer. Im Laufe der Jahre entstanden dort Verkaufsläden, die aber ab 1928 alle abgerissen wurden. 1930 wurde von Architekt Hans Feichtlbauer ein langgestreckter Bau errichtet. An einer Hausecke steht eine Laternenarchitektur mit einer hinter Glas befindlichen Marienfigur aus Keramik von Gustav Muher („Madonna auf der langen Stange“). | BDA-Hist.: Q37798088 Status: § 2a Stand der BDA-Liste: 2025-06-30 Name: Wohn- und Geschäftshaus, Karmelitenbau GstNr.: 963/3 Landstraße 35 (Linz) |
| ja    | Datei hochladen | Bürgerhaus, ehem. Bruderhaus HERIS-ID: 78074 Objekt-ID: 91717 Linz: 708seit 2017                                           | Landstraße 36 Standort KG: Linz                          | Das Gebäude geht auf das 16. Jahrhundert zurück und war als Bruderhaus der Armenversorgung gewidmet. Es wurde im 19. Jahrhundert mehrfach umgebaut, auch die Fassade wurde in dieser Zeit mehrfach umgestaltet, ist aber im Kern frühhistoristisch. Ab Ende des 18. Jahrhunderts beherbergte das Gebäude das Gasthaus zum goldenen Schiff, später Hotel Schiff, das im Februar 1934 eine prominente Rolle spielte. Auch ein Kinosaal wurde 1909 eingerichtet, der bis 2006 bespielt wurde. Es wurde in den 1920ern von der Sozialdemokratischen Partei gekauft, die es auch heute noch als Parteizentrale für Oberösterreich betreibt. | BDA-Hist.: Q38151284 Status: Bescheid Stand der BDA-Liste: 2025-06-30 Name: Bürgerhaus, ehem. Bruderhaus GstNr.: 1591/1 |
| ja    | Datei hochladen | Geschäfts-, Büro- und Wohnhaus HERIS-ID: 78078 Objekt-ID: 91721seit 2019                                                   | Landstraße 42 Standort KG: Linz                          | | BDA-Hist.: Q105646584 Status: Bescheid Stand der BDA-Liste: 2025-06-30 Name: Geschäfts-, Büro- und Wohnhaus GstNr.: 1579/1 |
| ja    | Datei hochladen | Wohn- und Geschäftshaus HERIS-ID: 57269 Objekt-ID: 67190 Linz: 710                                                         | Landstraße 47 Standort KG: Linz                          | Ein elegantes Geschäftshaus mit späthistoristischer Fassade und zweigeschoßigem geschwungenen Mittelerker. Auffallend sind weiters die Fensterbekrönungen mit üppigem Dekor in den Giebelfeldern und von Putten eingefassten Dachluken in der Gesimszone. Errichtet wurde das Gebäude 1898 von Baumeister Ignaz Scheck. | BDA-Hist.: Q38075554 Status: Bescheid Stand der BDA-Liste: 2025-06-30 Name: Wohn- und Geschäftshaus GstNr.: 996/3 Landstraße 47 (Linz) |
| ja    | Datei hochladen | Kaufmännisches Vereinshaus, Palais Kaufmännischer Verein HERIS-ID: 5224 Objekt-ID: 1086 Linz: 711                          | Landstraße 49 Standort KG: Linz                          | Das Gebäude wurde in den Jahren 1896 bis 1898 von Architekt Hermann Krackowizer und Baumeister Ignaz Scheck errichtet. 1945 wurde es durch den Krieg teilweise zerstört aber in den Folgejahren wieder aufgebaut. Es stellt ein imposantes Palais mit vier Geschoßen und einem trapezförmigen Dachaufbau dar. Die Fassade weist einen Vorsprung mit einem Rundbogenportal auf, das von Doppelsäulen flankiert ist. 1980 wurde im Erdgeschoß wieder die originale Putzquaderung hergestellt. | BDA-Hist.: Q37762529 Status: Bescheid Stand der BDA-Liste: 2025-06-30 Name: Kaufmännisches Vereinshaus, Palais Kaufmännischer Verein GstNr.: 998/1 Kaufmännisches Vereinshaus Linz                                                                               |
| ja    | Datei hochladen | Wohn- und Geschäftshaus HERIS-ID: 52298 Objekt-ID: 58901 Linz: 712                                                         | Landstraße 57 Standort KG: Linz                          | 1911 wurde das Gebäude nach den Plänen des Architekten Mauriz Balzarek von Bauherr Karl Steinparzer in den Stilformen der Sezession errichtet. Drei Obergeschoße sind durch vier Riesenwandpfeiler mit Kapitellen zusammengefasst. Nach Schäden durch den Krieg wurde 1948 die Giebelwand neu gestaltet. | BDA-Hist.: Q38050572 Status: Bescheid Stand der BDA-Liste: 2025-06-30 Name: Wohn- und Geschäftshaus GstNr.: 1006 Landstraße 57 (Linz) |
| ja    | Datei hochladen | Wohn- und Geschäftshaus HERIS-ID: 78342 Objekt-ID: 92003 Linz: 713seit 2012                                                | Landstraße 58 Standort KG: Linz                          | Erbaut wurde das Wohnhaus 1887 von Baumeister Michael Lettmayr. Die jetzige Fassade stammt aus dem Jahr 1904 von Gustav Steinberger. Die zwei Obergeschoße sind durch Riesenwandpfeiler gegliedert, wobei eine reich dekorierte Mädchenmaske am Mittelpfeiler das beherrschende Dekorationselement darstellt. 1926 wurde das Erdgeschoß von Architekt Karl Vornehm neu gestaltet. | BDA-Hist.: Q38151996 Status: Bescheid Stand der BDA-Liste: 2025-06-30 Name: Wohn- und Geschäftshaus GstNr.: 1555 Landstraße 58, Linz |
| ja    | Datei hochladen | Wohn- und Geschäftshaus HERIS-ID: 78343 Objekt-ID: 92004 Linz: 716seit 2016                                                | Landstraße 59-61 Standort KG: Linz                       | Das späthistoristische Wohnhaus mit neobarockem Fassadendekor wurde 1900 nach den Plänen von Architekt Wilhelm Fabigan errichtet. Die mittleren drei Achsen springen hervor. An der verdoppelten Portalachse über dem Portal befindet sich ein hervorspringender Balkon auf Konsolen. Über dem Gesims befindet sich ein Attikaaufbau mit Balustrade und ovalem Fenster. | BDA-Hist.: Q38152007 Status: Bescheid Stand der BDA-Liste: 2025-06-30 Name: Wohn- und Geschäftshaus GstNr.: 1010 Landstraße 59-61 (Linz) |
| ja    | Datei hochladen | Wohn- und Geschäftshaus HERIS-ID: 78345 Objekt-ID: 92006 Linz: 715                                                         | Landstraße 63 Standort KG: Linz                          | Das Eckhaus wurde 1902 von Architekt Gustav Steinberger in Mischformen aus Neobarock und der Sezession errichtet. Erst 1910 erfolgte der Ausbau des Dachgeschoßes. An der abgeschrägten Ecke befindet sich ein dreigeschoßiger Erker. Auffallend sind auch die pyramidenförmigen Dachkonstruktionen über dem Gesims. | BDA-Hist.: Q38152016 Status: § 2a Stand der BDA-Liste: 2025-06-30 Name: Wohn- und Geschäftshaus GstNr.: 1011 Landstraße 63 (Linz) |
| ja    | Datei hochladen | Wohn- und Geschäftshaus, Poschacher Haus HERIS-ID: 78349 Objekt-ID: 92010 Linz: 718                                        | Landstraße 71, 73, 75 Standort KG: Linz                  | Der Bierbrauer Josef Poschacher ließ das späthistoristische Gebäude 1903 vom Baubüro Fabigan und Feichtinger im „altdeutschen“ Stil errichten. Die Fassade ist asymmetrisch in drei dreiachsige Abschnitte gegliedert. Auffallend im linken Teil des Gebäudes ist der zweigeschoßige Erker mit einem Biforienfenster und einer Loggia darüber. Die Fassade des rechten Teils zeigt manieristische Fensterrahmungen und einen hohen, verzierten Treppengiebel. Im Mittelteil findet man im dritten Obergeschoß eine Loggia mit drei Arkaden und darüber drei Dachhäuschen. | BDA-Hist.: Q38152025 Status: Bescheid Stand der BDA-Liste: 2025-06-30 Name: Wohn- und Geschäftshaus, Poschacher Haus GstNr.: 1018 Landstraße 71-75 (Linz) |
| ja    | Datei hochladen | Wohn- und Geschäftshaus, Riunionebau HERIS-ID: 78350 Objekt-ID: 92011 Linz: 719seit 2012                                   | Landstraße 76 Standort KG: Linz                          | Das Eckhaus wurde 1937 nach Plänen von Architekt Alfred Teller errichtet. Auffallend ist die Trennung der zweigeschoßigen Geschäftszone von der darüberliegenden Wohnzone durch ein Vordach. An der Ecke ist das Gebäude turmartig hervorgehoben, während der Trakt entlang der Landstraße ein mäanderartig verbogenes Kranzgesims aufweist. | BDA-Hist.: Q38152034 Status: Bescheid Stand der BDA-Liste: 2025-06-30 Name: Wohn- und Geschäftshaus, Riunionebau GstNr.: 1513/22 Landstraße 76 (Linz) |
| ja    | Datei hochladen | Kolpinghaus HERIS-ID: 47073 Objekt-ID: 49610 Linz: 2419                                                                    | Langgasse 13 Standort KG: Linz                           | Das Kolpinghaus wurde 1930 durch Hans Steineder erbaut. Es besteht aus miteinander verschnittenen kubischen Formen, das Gebäudeeck und der Risalit in der Langgasse werden durch umlaufende Loggien betont. Einen Teil des Gebäudes nimmt das Kinderkulturzentrum Kuddelmuddel ein. | BDA-Hist.: Q14544389 Status: Bescheid Stand der BDA-Liste: 2025-06-30 Name: Kolpinghaus GstNr.: 1478 Kolpinghaus Linz |
| ja    | Datei hochladen | Karmelitinnenkloster und Kirche Unbefleckte Empfängnis HERIS-ID: 52308 Objekt-ID: 58912 Linz: 601                          | Langgasse 17 Standort KG: Linz                           | Die Kirche wurde nach dem Entwurf von Hyacint Michel von 1872 bis 1880 in romanisierenden Formen erbaut. Nachdem die Kirche im Zweiten Weltkrieg durch Fliegerbomben zerstört wurde, entstand zwischen 1947 und 1949 unter Verwendung der Fundamente ein Neubau nach dem Entwurf von Hans Feichtlbauer. | BDA-Hist.: Q24841540 Status: § 2a Stand der BDA-Liste: 2025-06-30 Name: Karmelitinnenkloster und Kirche Unbefleckte Empfängnis GstNr.: 1470 |
| ja    | Datei hochladen | Gasthaus Zum Goldenen Kreuz HERIS-ID: 38209 Objekt-ID: 37722                                                               | Lederergasse 2 Standort KG: Linz                         | Das Eckhaus stammt im Kern aus dem 17. Jahrhundert, wobei die Fassade erst im ersten Viertel des 19. Jahrhunderts entstanden ist. Die Geschichte des Hauses lässt sich bis 1612 zurückverfolgen. Seit 1771 ist der Gasthof unter dem Namen „Zum Goldenen Kreuz“ bekannt. | BDA-Hist.: Q37979921 Status: Bescheid Stand der BDA-Liste: 2025-06-30 Name: Gasthaus Zum Goldenen Kreuz GstNr.: 322 |
| ja    | Datei hochladen | Bürgerhaus, Ledererhaus HERIS-ID: 52277 Objekt-ID: 58875                                                                   | Lederergasse 3 Standort KG: Linz                         | Das Gebäude wurde 1595 erstmals urkundlich erwähnt und war bis Mitte des 19. Jahrhunderts im Besitz von Lederern, was im Inneren des Hauses an einer Steintafel mit Ledererzeichen (Bottich und Schabeisen) heute noch ersichtlich ist. Besonders erwähnenswert ist eine Inschrift mit Datierung „Leopold Augustin 1742“. | BDA-Hist.: Q38050409 Status: Bescheid Stand der BDA-Liste: 2025-06-30 Name: Bürgerhaus, Ledererhaus GstNr.: 324/2 |
| ja    | Datei hochladen | Jugendzentrum VIF HERIS-ID: 78298 Objekt-ID: 91956                                                                         | Lederergasse 7 Standort KG: Linz                         | | BDA-Hist.: Q38151879 Status: § 2a Stand der BDA-Liste: 2025-06-30 Name: Jugendzentrum VIF GstNr.: 326 |
| ja    | Datei hochladen | Bürgerhaus HERIS-ID: 38192 Objekt-ID: 37704 Linz: 873                                                                      | Lederergasse 26 Standort KG: Linz                        | Ein dreigeschoßiges Gebäude mit einem rechteckigen Erker auf Konsolen in den oberen Stockwerken der dritten Achse. Die Fassade zeigt auffallende ornamentale Bemalung, die 1962 erneuert wurde. Erste urkundliche Erwähnung des Hauses war 1616. 1926 kamen bei einer Restauration Sgraffito-Ornamente zum Vorschein. | BDA-Hist.: Q37979766 Status: Bescheid Stand der BDA-Liste: 2025-06-30 Name: Bürgerhaus GstNr.: 306/1 |
| ja    | Datei hochladen | Europaschule mit Europadenkmal HERIS-ID: 82638 Objekt-ID: 96474 Linz: 1015                                                 | Lederergasse 35 Standort KG: Linz                        | Die Europaschule wurde 1957 bis 1959 von den Architekten Fritz Fanta und Adolf Kammermayer errichtet. Der mehrgliedrige Bau besteht aus einem fünfgeschoßigen Klassentrakt, einem Wohntrakt und einem Turn- und Gymnastiksaal und ist mit dem benachbarten Oberlandesgericht Linz ein Ensemble und Beispiel der Architektur der späten 1950er Jahre. Die Schule ist derzeit Übungsschule der Pädagogischen Akademie. Das Europadenkmal ist ein dreigeteilter Steinblock aus Südtiroler Porphyr mit einer reliefartiger Darstellung der drei geschichtlichen Epochen Europas: Altertum – Mittelalter – Gegenwart. Es wurde im Jahre 1961 von Alois Dorn geschaffen. | BDA-Hist.: Q14538359 Status: § 2a Stand der BDA-Liste: 2025-06-30 Name: Europaschule mit Europadenkmal GstNr.: 510/4 Europaschule mit Europadenkmal, Lederergasse 35, Linz                                                                                       |
| ja    | Datei hochladen | Kath. Pfarrkirche hl. Severin HERIS-ID: 80352 Objekt-ID: 94085 Linz: 643                                                   | Lederergasse 50 Standort KG: Linz                        | Der Bau der Kirche begann 1963 mit dem Spatenstich durch Pfarrer P. Hawelka. Nach den Plänen des Architekten Franz Wiesmayr errichtete die Firma Karl Krenmayr den Bau aus Stahlbeton. 1968 wurde die Severinkirche durch Bischof Franz Zauner eingeweiht. Der Kirchenraum wurde 1978 durch Pfarrer P. Josef Parteder durch Holzplastiken der Künstlerfamilie Bruno Finazer aus dem Grödner Tal gestaltet. Anmerkung: Im Statistischen Bezirk Kaplanhof | BDA-Hist.: Q24050158 Status: § 2a Stand der BDA-Liste: 2025-06-30 Name: Kath. Pfarrkirche hl. Severin GstNr.: 577/27 Severinkirche (Linz) |
| ja    | Datei hochladen | Treppe HERIS-ID: 82646 Objekt-ID: 96482 Linz: 154                                                                          | bei Lessingstraße 30 Standort KG: Linz                   | Erbaut 1908 durch Mauriz Balzarek als kleinere Version der Strudlhofstiege im sezessionistischen Stil. An der Stiege befindet sich ein Brunnen mit wasserspeiendes Medusenhaupt, eine Metallplatte und zwei verzierte Pfeiler. Anmerkung: Im Statistischen Bezirk Froschberg | BDA-Hist.: Q38178969 Status: § 2a Stand der BDA-Liste: 2025-06-30 Name: Treppe GstNr.: 2348/2, 3150/3 Stiege Lessingstraße, Linz |
| ja    | Datei hochladen | Villa Husterer HERIS-ID: 45536 Objekt-ID: 46904                                                                            | Lessingstraße 34 Standort KG: Linz                       | Die Villa wurde 1910 von Mauriz Balzarek erbaut. Anmerkung: Im Statistischen Bezirk Froschberg | BDA-Hist.: Q38016626 Status: Bescheid Stand der BDA-Liste: 2025-06-30 Name: Villa Husterer GstNr.: 2339/6 Villa Husterer, Linz |
| ja    | Datei hochladen | 2 Portalpfeiler HERIS-ID: 95690 Objekt-ID: 111054                                                                          | bei Lustenauer Straße 18 (Wohnhaus) Standort KG: Linz    | Pfeiler (um 1900) der Eck-Einfahrt des ehemaligen Fuhrhofs der Spedition Winkler „angelegt ab 1839 für Wagen und bis zu 350 Pferde (1918) … für Pferdeeisenbahn, Fiaker, Rettung, k&k Post … 1920 erstes Linzer Automobil-Taxi und erste Tankstelle“. Außen werden die Pfeiler geschützt durch zwei in diese und den Boden eingelassene noch gut halbkugelig über Niveau stehende Radabweiser aus Stein (vermutlich Granit). | BDA-Hist.: Q37766746 Status: § 2a Stand der BDA-Liste: 2025-06-30 Name: 2 Portalpfeiler GstNr.: 3039 |
| ja    | Datei hochladen | Volksschule 39 HERIS-ID: 86955 Objekt-ID: 101328 Linz: 968                                                                 | Margarethen 23 Standort KG: Linz                         | Der kleine historistische Bau wurde 1882 errichtet und hat drei Achsen und zwei Geschoße. Die Ecken haben eine erhobene Putzquaderung, die Quaderung des Untergeschoßes ist weniger betont. Anmerkung: Im Statistischen Bezirk Froschberg | BDA-Hist.: Q37718079 Status: § 2a Stand der BDA-Liste: 2025-06-30 Name: Volksschule 39 GstNr.: 2857/4 |
| ja    | Datei hochladen | Sog. Anschlussturm, Klause Adelgunde mit Mauerstück HERIS-ID: 38193 Objekt-ID: 37705                                       | Margarethen 71 Standort KG: Linz                         | Die Klause Adelgunde ist Teil der Maximilianischen Turmlinie und wurde zwischen 1831 und 1833 erbaut. Der Steinturm diente zur Absperrung der Donau mit einer Kette. 1917 wurde er durch die Burschenschaft der Ostmark erworben. Heute befindet sich im Inneren ein Museum zur Geschichte des Burschenschafterturms. Anmerkung: Im Statistischen Bezirk Froschberg | BDA-Hist.: Q1017024 Status: Bescheid Stand der BDA-Liste: 2025-06-30 Name: Sog. Anschlussturm, Klause Adelgunde mit Mauerstück GstNr.: 2929/2 Klause Adelgunde (Turmbefestigung Linz)                                                                            |
| ja    | Datei hochladen | Mariahilfkapelle HERIS-ID: 38194 Objekt-ID: 37706 Linz: 971                                                                | bei Mariahilfgasse 27 Standort KG: Linz                  | Die quadratische Kapelle mit Satteldach stammt von 1814, wie eine Inschrift an der Weihwasserschale zeigt. Am Eingang befindet sich ein verglastes Eisengitter aus der Zeit des Biedermeier. Die ältesten Erwähnungen der Kapelle stammen aus dem Jahre 1768. Anmerkung: Im Statistischen Bezirk Froschberg | BDA-Hist.: Q37979781 Status: Bescheid Stand der BDA-Liste: 2025-06-30 Name: Mariahilfkapelle GstNr.: 2718/1 Mariahilfkapelle (Linz-Innenstadt) |
| ja    | Datei hochladen | Bürgerhaus, Pockstainersches Haus HERIS-ID: 57282 Objekt-ID: 67209 Linz: 879                                               | Marienstraße 5 Standort KG: Linz                         | Erstmals erwähnt im Jahre 1710 wurde noch vor 1750 die Fassade von Johann Michael Prunner neu gestaltet. Die Vorderseite ist mit einem dreigeschoßigen Mittelerker auf einer Steinplatte und geschuppten Konsolen ausgeführt. In den Obergeschoßen befinden sich Gesimsverdachungen der Fenster und Faschen. | BDA-Hist.: Q38075633 Status: Bescheid Stand der BDA-Liste: 2025-06-30 Name: Bürgerhaus, Pockstainersches Haus GstNr.: 731 Marienstraße 5 (Linz) |
| ja BW | Datei hochladen | Wohnhaus und Hofgebäude HERIS-ID: 95705 Objekt-ID: 111069 Linz: 880seit 2015                                               | Marienstraße 8 Standort KG: Linz                         | Das frühgründerzeitliche Haus wurde 1846 von Baumeister Karl Höbarth für den Lederfabrikanten Karl Schuel erbaut. 1982 ließ der Wagenfabrikant Ignaz Nisslmüller den Hoftrakt errichten. Die Fassade hat sieben Achsen und ein romantisch-historistisches Dekor. Die Fenster im ersten Geschoß sind mit stabartigen Wandpfeilern, Zahnschnittmuster und Parapetfelder gerahmt. Das zweite Obergeschoß ist schlichter ausgeführt, die Fenster sind mit flachbogigen Gesimsen bekrönt. | BDA-Hist.: Q37766772 Status: Bescheid Stand der BDA-Liste: 2025-06-30 Name: Wohnhaus und Hofgebäude GstNr.: 745/1 Marienstraße 8 (Linz) |
| ja    | Datei hochladen | Fischbrunnen HERIS-ID: 102423 Objekt-ID: 118825 Linz: 243                                                                  | Marktplatz Standort KG: Linz                             | Der Brunnen, mit einem schalenförmigen Becken aus Konglomeratgestein, ist ein Werk der Bildhauerin Gudrun Baudisch-Wittke und wurde 1952 anlässlich der Eröffnung des Südbahnhof-Marktplatzes aufgestellt. | BDA-Hist.: Q37790503 Status: § 2a Stand der BDA-Liste: 2025-06-30 Name: Fischbrunnen GstNr.: 1284/4 Fischbrunnen am Linzer Südbahnhofmarkt |
| ja    | Datei hochladen | Gänselieslbrunnen HERIS-ID: 102424 Objekt-ID: 118826 Linz: 223                                                             | Marktplatz Standort KG: Linz                             | Der Brunnen wurde 1952 anlässlich der Eröffnung des Südbahnhof-Marktplatzes aufgestellt. Er ist ein Werk des Bildhauers Walter Ritter und wurde vom Volksmund „Gänselieslbrunnen“ getauft. | BDA-Hist.: Q37790513 Status: § 2a Stand der BDA-Liste: 2025-06-30 Name: Gänselieslbrunnen GstNr.: 1284/4 |
| ja    | Datei hochladen | Martinskirche mit ehem. Friedhof HERIS-ID: 80048 Objekt-ID: 93758 Linz: 619                                                | Martingasse 1, neben Standort KG: Linz                   | Die Martinskirche wurde in einer Urkunde von 799 erwähnt und gilt somit als eine der ältesten Kirchen im heutigen Österreich. In der Folge wurde sie mehrmals umgebaut, entscheidend für das heutige Aussehen ist eine Gotisierung im 15. Jahrhundert. 1589 wurde dann die Westwand ersetzt und ein Portal eingebaut. Anmerkung: Im Statistischen Bezirk Froschberg | BDA-Hist.: Q1905704 Status: § 2a Stand der BDA-Liste: 2025-06-30 Name: Martinskirche mit ehem. Friedhof GstNr.: 2090 Martinskirche (Linz) |
| ja    | Datei hochladen | Evang. Pfarrkirche A.B., Martin Luther-Kirche HERIS-ID: 52296 Objekt-ID: 58899 Linz: 582                                   | Martin-Luther-Platz 1 Standort KG: Linz                  | Die spätklassizistische Kirche mit neugotischem Fassadenturm wurde 1843/44 erbaut und steht an einem von der Landstraße zurückversetztem Platz. Der Turm wurde erst in den Jahren nach 1854 hinzugefügt. | BDA-Hist.: Q1903231 Status: § 2a Stand der BDA-Liste: 2025-06-30 Name: Evang. Pfarrkirche A.B., Martin Luther-Kirche GstNr.: 976 Martin-Luther-Kirche (Linz) |
| ja    | Datei hochladen | Wohn- und Geschäftshaus, Karmelitenbau HERIS-ID: 103585 Objekt-ID: 120094 Linz: 826                                        | Mozartstraße 1, 1a, 3 Standort KG: Linz                  | Die Gebäude wurden im Zug der Verbauung des Klostergartens der Karmeliten 1927 von Hans Feichtlbauer errichtet, wenige Jahre vor dem Karmelitenbau an der Landstraße. Der durch mehrere Abstufungen gegliederte Bau hat als markante Elemente die Polygonalerker und der um ein Stockwerk erhöhte Mittelteil. | BDA-Hist.: Q37798098 Status: § 2a Stand der BDA-Liste: 2025-06-30 Name: Wohn- und Geschäftshaus, Karmelitenbau GstNr.: 963/1, 965/3 Mozartstraße 1-3 (Linz) |
| ja    | Datei hochladen | Verwaltungsgebäude der ESG (Elektrizitäts- und Straßenbahngesellschaft Linz) HERIS-ID: 9544 Objekt-ID: 5519 Linz: 787      | Museumstraße 6-8 Standort KG: Linz                       | Das Gebäude der Elektrobaugesellschaft wurde 1912/13 nach Plänen von Mauriz Balzarek erbaut, ausführender Baumeister war Gustav Steinberger. Es ist einerseits noch vergleichsweise konservativ mit Giebeln und Erker gestaltet, die straffe Anordnung der reliefierten Pflanzenornamente ist aber ein deutliches Merkmal der Wagner-Schule. | BDA-Hist.: Q38039478 Status: Bescheid Stand der BDA-Liste: 2025-06-30 Name: Verwaltungsgebäude der ESG (Elektrizitäts- und Straßenbahngesellschaft Linz) GstNr.: 720 Museumstraße 6-8, Linz                                                                      |
| ja    | Datei hochladen | Francisco Carolinum, ehemalige Landesgalerie Linz mit Portal HERIS-ID: 52285 Objekt-ID: 58887 Linz: 789                    | Museumstraße 14 Standort KG: Linz                        | Der wuchtige Bau ohne Hof wurde 1895 eröffnet. Architekt war Bruno Schmitz. Er markiert einen Übergangsstil zwischen Streng- und Späthistorismus. Besonderer Blickfang ist der Monumentalsfries, der sich überecklaufend um das gesamte zweite Obergeschoß erstreckt. Vor dem Garteneingang ist ein reich gegliedertes Granitportal mit toskanischen Säulen. | BDA-Hist.: Q100776179 Status: § 2a Stand der BDA-Liste: 2025-06-30 Name: Landesgalerie Linz mit Portal GstNr.: 692/4 Francisco-Carolinum |
| ja    | Datei hochladen | Ehem. Amtshaus HERIS-ID: 93266 Objekt-ID: 108282 Linz: 791                                                                 | Museumstraße 15 Standort KG: Linz                        | Das späthistoristische ehemalige Verwaltungsgebäude mit barockisierendem Dekor wurde 1907 errichtet. Das Seitenportal ist in Granit ausgeführt. | BDA-Hist.: Q37761797 Status: § 2a Stand der BDA-Liste: 2025-06-30 Name: Ehem. Amtshaus GstNr.: 309/1 |
| ja    | Datei hochladen | Ehem. Eyringsches Freihaus, Fürstlambergisches Freihaus, Theresian. Waisenstift HERIS-ID: 45279 Objekt-ID: 46506 Linz: 798 | Museumstraße 27, 29 Standort KG: Linz                    | Urkundlich wird das Gebäude 1681 erwähnt als es in Lambergschen Besitz kam, der heutige Bau stammt wahrscheinlich aus dem frühen 18. Jahrhundert. 1765–1786 diente es als Theresianisches Waisenstift. Die Portalachsen sind mit Doppelfenstern akzentuiert, es gibt je ein Steinportal in der Museumstraße und Richtung Lederergasse. Beim Durchbruch der Elisabethstraße 1966 wurde es um drei Achsen verkleinert, so dass die Portalachsen nunmehr an der Seite des Gebäudes liegen. Gemeinsam mit einem Neubau an der Ledergasse ist es nunmehr Sitz der Staatsanwaltschaft. | BDA-Hist.: Q38014868 Status: Bescheid Stand der BDA-Liste: 2025-06-30 Name: Ehem. Eyringsches Freihaus, Fürstlambergisches Freihaus, Theresian. Waisenstift GstNr.: 402/2                                                                                        |
| ja    | Datei hochladen | Wohnhaus HERIS-ID: 46665 Objekt-ID: 48789                                                                                  | Nietzschestraße 2-2e, (gerade Nummern) Standort KG: Linz | Das Wohnhaus ist Teil der 1937 von verschiedenen Bauträgern realisierten Siedlung Kaplanhofviertel, an der die Architekten Wilhelm Fabigan, Josef Ertl und Eugen Wachberger beteiligt waren. Anmerkung: Im Statistischen Bezirk Kaplanhof | BDA-Hist.: Q38022962 Status: Bescheid Stand der BDA-Liste: 2025-06-30 Name: Wohnhaus GstNr.: 581/35 Nietzschestraße 2, Linz |
| ja    | Datei hochladen | Ehem. Wasserstraßenamt, Heinrich-Gleißner-Haus HERIS-ID: 52251 Objekt-ID: 58846 Linz: 548                                  | Obere Donaulände 7-9 Standort KG: Linz                   | Das Gebäude steht im Zusammenhang mit der Neugestaltung des Donauufers im Zug des Baus der Nibelungenbrücke, und war für das Wasserstraßenamt vorgesehen. Nunmehr ist es unter dem Namen Heinrich-Gleißner-Haus Parteizentrale der ÖVP. Erbaut wurde es 1939 von Roderich Fick anstelle zweier abgerissener Bürgerhäuser. Die Fassade ist neoklassizistisch mit gesprengten Giebeln in dn drei Mittelachsen als repräsentatives Element. Größe und Höhe des Gebäudes sind der dahinterliegenden Altstadt angepasst. | BDA-Hist.: Q34493758 Status: Bescheid Stand der BDA-Liste: 2025-06-30 Name: Ehem. Wasserstraßenamt, Heinrich-Gleißner-Haus GstNr.: 76/3, 2944/2 Heinrich-Gleißner-Haus                                                                                           |
| ja    | Datei hochladen | Bürgerhaus, ehem. Hotel Roter Krebs HERIS-ID: 46911 Objekt-ID: 49299 Linz: 550                                             | Obere Donaulände 11 Standort KG: Linz                    | Das Hauptgebäude stammt aus dem 16. Jahrhundert, der Vorbau von 1872. Die Fassade mit kleinem Erker stammt vermutlich auch aus dem 16. Jahrhundert. Bemerkenswert ist eine Steintafel mit einer Darstellung eines Krebses und einer Inschrift „Gast Hofe zum Krebsen des Seb. Vogl 1837“. | BDA-Hist.: Q38024676 Status: Bescheid Stand der BDA-Liste: 2025-06-30 Name: Bürgerhaus, ehem. Hotel Roter Krebs GstNr.: 177 |
| ja    | Datei hochladen | Wohnhaus HERIS-ID: 46570 Objekt-ID: 48672                                                                                  | Obere Donaulände 13 Standort KG: Linz                    | Ein fünfstöckiges Haus mit einem Schopfwalmdach, dessen Baukern aus dem 16. Jahrhundert stammt. 1594 wurde es erstmals urkundlich erwähnt und diente 1644 als Postmeisterei. Von 1650 bis 1820 war es ein Handwerkerhaus der Riemer. Seit 1960 ist es mit dem benachbarten Haus Obere Donaulände 11 vereint. | BDA-Hist.: Q38022646 Status: Bescheid Stand der BDA-Liste: 2025-06-30 Name: Wohnhaus GstNr.: 178 |
| ja    | Datei hochladen | ehem. kaiserliche Salzkammer, Salzamt HERIS-ID: 46114 Objekt-ID: 47781 Linz: 551                                           | Obere Donaulände 15 Standort KG: Linz                    | Das Gebäude wurde 1706 neu errichtet, weist aber einen Kern aus dem 17. Jahrhundert auf. Es weist ein Walmdach auf, das auffallend hohe Erdgeschoß diente als Salzlager und das erste Obergeschoß st durch Segmentgiebel hervorgehoben. Seit 2009 dient es als Wohn- und Atelierhaus. | BDA-Hist.: Q754080 Status: Bescheid Stand der BDA-Liste: 2025-06-30 Name: ehem. kaiserliche Salzkammer, Salzamt GstNr.: 180 Atelierhaus Salzamt Linz |
| ja    | Datei hochladen | Wohnhaus und Kino, Cinematograph HERIS-ID: 68553 Objekt-ID: 81566 Linz: 1030                                               | Obere Donaulände 51 Standort KG: Linz                    | Das Haus war früher das Siechenhaus des Stiftes Wilhering. Die Fassade stammt von 1771, der Kern entstand aber schon im 16./17. Jahrhundert. Das Untergeschoß ist genutet, das Obergeschoß gefällt mit seiner Gliederung in 3 mal 2 Fensterachsen. Die Fenster sind abwechselnd mit geschweiften und spitzen Verdachungen bekrönt. In den drei Rundbogennischen standen spätbarocke Holzfiguren die leider verschollen sind. Das Dach hat fünf Gaupen und wurde 2009 mit Schindeln neu eingedeckt. Ab 1828 wurden nach und nach Wohnräume eingerichtet. Zwischen 1991 und 1995 erfolgte eine umfassende Restaurierung unter Berücksichtigung des historischen Bestandes. Seit 1995 befinden sich im Erdgeschoß ein Kino für historische Filmvorführungen und ein Kaffeehaus. 2006 wurde das Haus unter Denkmalschutz gestellt. Anmerkung: Im Statistischen Bezirk Froschberg | BDA-Hist.: Q50872951 Status: Bescheid Stand der BDA-Liste: 2025-06-30 Name: Wohnhaus und Kino, Cinematograph GstNr.: 2115 Kino Cinematograph (Linz) |
| ja    | Datei hochladen | Maria-Heilbrunn-Kapelle HERIS-ID: 80349 Objekt-ID: 94081 Linz: 1344                                                        | westlich Obere Donaulände 117 Standort KG: Linz          | Die quadratische Kapelle besitzt ein geschweiftes Haubendach und einen rundbogigen Eingang mit Gittertor zwischen gekuppelten toskanischen Wandpfeilern. Eine Wappenkartusche zeigt die Weiheinschrift 1665. Das Innere wurde 1886 umgestaltet. Anmerkung: Im Statistischen Bezirk Froschberg | BDA-Hist.: Q38173471 Status: § 2a Stand der BDA-Liste: 2025-06-30 Name: Maria-Heilbrunn-Kapelle GstNr.: 2823/2 Maria-Heilbrunn-Kapelle (Linz) |
| ja    | Datei hochladen | Bürgerhaus HERIS-ID: 38196 Objekt-ID: 37708 Linz: 403                                                                      | Pfarrgasse 4 Standort KG: Linz                           | Das Haus stammt im Kern aus dem 16. Jahrhundert und weist ein Grabendach sowie sehr unregelmäßige Befensterung auf. Das heutige Aussehen geht auf Adaptierungsarbeiten aus dem Jahr 1862 zurück. | BDA-Hist.: Q37979789 Status: Bescheid Stand der BDA-Liste: 2025-06-30 Name: Bürgerhaus GstNr.: 251 Pfarrgasse 4 (Linz) |
| ja    | Datei hochladen | Bürgerhaus HERIS-ID: 38197 Objekt-ID: 37709 Linz: 404                                                                      | Pfarrgasse 6 Standort KG: Linz                           | Das 1595 erstmals erwähnte spätgotische Haus gehört zu den wenigen Beispielen von Handwerkerhäusern, die nicht barockisiert wurden. | BDA-Hist.: Q37979796 Status: Bescheid Stand der BDA-Liste: 2025-06-30 Name: Bürgerhaus GstNr.: 252 |
| ja    | Datei hochladen | Bürgerhaus HERIS-ID: 38199 Objekt-ID: 37711 Linz: 405                                                                      | Pfarrgasse 8 Standort KG: Linz                           | Das Gebäude stammt im Kern aus dem 16. Jahrhundert und weist flache barocke Putzgliederung und einen Breiterker im ersten Obergeschoß auf. Es springt gege3nüber Nr. 10 hervor, was den Verlauf einer älteren Stadtmauer anzeigt. | BDA-Hist.: Q37979807 Status: Bescheid Stand der BDA-Liste: 2025-06-30 Name: Bürgerhaus GstNr.: 253 Pfarrgasse 8 (Linz) |
| ja    | Datei hochladen | Bürgerhaus HERIS-ID: 38200 Objekt-ID: 37712 Linz: 406                                                                      | Pfarrgasse 10 Standort KG: Linz                          | Das im Kern aus dem 16. Jahrhundert stammende Gebäude wurde 1835 mit einer spätklassizistischen Fassade mit flacher Putzgliederung versehen. | BDA-Hist.: Q37979822 Status: Bescheid Stand der BDA-Liste: 2025-06-30 Name: Bürgerhaus GstNr.: 254 |
| ja    | Datei hochladen | Bürgerhaus HERIS-ID: 38201 Objekt-ID: 37714 Linz: 408                                                                      | Pfarrgasse 14 Standort KG: Linz                          | Das Handwerkerhaus aus dem 16. Jahrhundert erhielt eine spätbarocke Fassade, in neuerer Zeit wurde das letzte Stockwerk aufgesetzt. | BDA-Hist.: Q37979833 Status: Bescheid Stand der BDA-Liste: 2025-06-30 Name: Bürgerhaus GstNr.: 258 Pfarrgasse 14 (Linz) |
| ja    | Datei hochladen | Freihaus, ehem. Benefiziatenhaus HERIS-ID: 38202 Objekt-ID: 37715                                                          | Pfarrgasse 15 Standort KG: Linz                          | | BDA-Hist.: Q37979843 Status: Bescheid Stand der BDA-Liste: 2025-06-30 Name: Freihaus, ehem. Benefiziatenhaus GstNr.: 7 |
| ja    | Datei hochladen | Bürgerhaus HERIS-ID: 38203 Objekt-ID: 37716 Linz: 409                                                                      | Pfarrgasse 16 Standort KG: Linz                          | Das Handwerkerhaus stammt im Kern aus dem 16. Jahrhundert und hat eine barockisierte Fassade. Das Erdgeschoß wurde 1835 adaptiert. | BDA-Hist.: Q37979854 Status: Bescheid Stand der BDA-Liste: 2025-06-30 Name: Bürgerhaus GstNr.: 259 |
| ja    | Datei hochladen | Bürgerhaus HERIS-ID: 38204 Objekt-ID: 37717 Linz: 410                                                                      | Pfarrgasse 18 Standort KG: Linz                          | Das im Kern spätgotische Haus hat eine barocke Fassade aus der Zeit um 1720. Markantes Element ist ein zweiachsiger Flacherker auf Konsolen. | BDA-Hist.: Q37979865 Status: Bescheid Stand der BDA-Liste: 2025-06-30 Name: Bürgerhaus GstNr.: 261 |
| ja    | Datei hochladen | Bürgerhaus, ehem. Garstener bzw. Mondseer Stiftshaus HERIS-ID: 38205 Objekt-ID: 37718 Linz: 411                            | Pfarrgasse 20 Standort KG: Linz                          | Erbaut wurde das Gebäude Anfang des 17. Jahrhunderts. Es besitzt eine barocke Fassade mit Fensterbekrönungen aus der ersten Hälfte des 18. Jahrhunderts. Auffällig ist eine abgeschrägte Hausecke mit einem überlebensgroßen Stuckrelief „Mariä Himmelfahrt“ von Karl Sterrer aus dem Jahre 1868. | BDA-Hist.: Q37979875 Status: Bescheid Stand der BDA-Liste: 2025-06-30 Name: Bürgerhaus, ehem. Garstener bzw. Mondseer Stiftshaus GstNr.: 262 Pfarrgasse 20 (Linz)                                                                                                |
| ja    | Datei hochladen | Wohnhaus HERIS-ID: 46207 Objekt-ID: 47926 Linz: 412                                                                        | Pfarrplatz 2 Standort KG: Linz                           | Das schlichte, Ende des 16. Jahrhunderts erstmals erwähnte sopätgotische Haus hat ein leicht vorgebautes Erd- und erstes Obergeschoß. | BDA-Hist.: Q38019826 Status: Bescheid Stand der BDA-Liste: 2025-06-30 Name: Wohnhaus GstNr.: 40 Pfarrplatz 2 (Linz) |
| ja    | Datei hochladen | Miethaus HERIS-ID: 92365 Objekt-ID: 107291 Linz: 413                                                                       | Pfarrplatz 3 Standort KG: Linz                           | Das Ende des 16. Jahrhunderts erstmals erwähnte spätgotische Haus wurde 1822 verändert, seither hat es in den unteren beiden Geschoßen einen Vorsprung und in der Mittelachse einen Flacherker. | BDA-Hist.: Q37759872 Status: § 2a Stand der BDA-Liste: 2025-06-30 Name: Miethaus GstNr.: 41 Pfarrplatz 3 (Linz) |
| ja    | Datei hochladen | Stadtpfarrhof HERIS-ID: 52269 Objekt-ID: 58867 Linz: 414, 1360                                                             | Pfarrplatz 4 Standort KG: Linz                           | Der Stadtpfarrhof wurde 1653 erbaut und 1654 vollendet, wie eine Jahreszahl an einem Seitentor zeigt. An der Gartenmauer über dem Torbogen befindet sich eine Steinstatue „Maria Immaculata“ aus der zweiten Hälfte des 18. Jahrhunderts. Im Hof eine Marmorstatue „Muttergottes mit Kind“ von 1665. Hinter dem Gebäude fügt sich ein Rest der alten Stadtmauer an. Der Wehrgang mit Schießscharten ist vom ersten Stock aus zugänglich. | BDA-Hist.: Q38050333 Status: § 2a Stand der BDA-Liste: 2025-06-30 Name: Stadtpfarrhof GstNr.: 43 Pfarrhof Stadtpfarrkirche Linz |
| ja    | Datei hochladen | Bürgerhaus HERIS-ID: 46438 Objekt-ID: 48453 Linz: 415                                                                      | Pfarrplatz 6 Standort KG: Linz                           | Das ehemalige städtische Geschirrknechtshaus mit überhöhter Mittelachse stammt aus der Zeit um 1800. | BDA-Hist.: Q38021570 Status: Bescheid Stand der BDA-Liste: 2025-06-30 Name: Bürgerhaus GstNr.: 45 Pfarrplatz 6 (Linz) |
| ja    | Datei hochladen | Bürgerhaus, Herstorfer-Haus HERIS-ID: 38206 Objekt-ID: 37719 Linz: 417                                                     | Pfarrplatz 7 Standort KG: Linz                           | Das zur Zollamtsstraße durchgehende Haus wurde nach 1688 erbaut. In der Zollamtsstraße hat es in der mittelachse einen Erker auf toskanischen Konsolen. | BDA-Hist.: Q37979886 Status: Bescheid Stand der BDA-Liste: 2025-06-30 Name: Bürgerhaus, Herstorfer-Haus GstNr.: 46 Pfarrplatz 7 (Linz) |
| ja    | Datei hochladen | Bürgerhaus, Haus unterm Schulertürl, Brückenamt HERIS-ID: 38207 Objekt-ID: 37720 Linz: 416                                 | Pfarrplatz 8 Standort KG: Linz                           | Das Brückenmautgebäude ist seit 1624 belegt, 1778 erfolgte ein tiefgehender Umbau, durch den es sein palaisartiges Aussehen mit hohem Walmdach erhielt. | BDA-Hist.: Q37979899 Status: Bescheid Stand der BDA-Liste: 2025-06-30 Name: Bürgerhaus, Haus unterm Schulertürl, Brückenamt GstNr.: 47 Pfarrplatz 8 (Linz) |
| ja    | Datei hochladen | Bürgerhaus, Öxl-Haus (Singakademie Frohsinn) HERIS-ID: 38208 Objekt-ID: 37721 Linz: 418                                    | Pfarrplatz 10, 10a Standort KG: Linz                     | Das dreiachsige Gebäude stellt den Nebenbau einer Häusergruppe dar und wurde gemeinsam mit dem anschließenden Wohnhaus im 16. bzw. 17. Jahrhundert errichtet. Eine Steintafel über dem Eingang zeigt die Inschrift Kaspar Öxls von Ottensheim und ist mit der Jahreszahl 1594 datiert. | BDA-Hist.: Q37979910 Status: Bescheid Stand der BDA-Liste: 2025-06-30 Name: Bürgerhaus, Öxl-Haus (Singakademie Frohsinn) GstNr.: 323/2 Pfarrplatz 10 (Linz) |
| ja    | Datei hochladen | Wohnhaus HERIS-ID: 64896 Objekt-ID: 77672 Linz: 418                                                                        | Pfarrplatz 10a Standort KG: Linz                         | Das fünfachsige, viergeschoßige Gebäude mit barocker Fassade stellt den Hauptbau einer Häusergruppe dar und wurde gemeinsam mit dem anschließenden Bürgerhaus im 16. bzw. 17. Jahrhundert errichtet. Eine Steintafel über dem Eingang zeigt die Jahreszahl 1708. | BDA-Hist.: Q38108561 Status: § 2a Stand der BDA-Liste: 2025-06-30 Name: Wohnhaus GstNr.: 324/2 Pfarrplatz 10 (Linz) |
| ja    | Datei hochladen | Bürgerhaus HERIS-ID: 38210 Objekt-ID: 37723 Linz: 420                                                                      | Pfarrplatz 12 Standort KG: Linz                          | Das Gebäude ist eine Ende des 18. Jahrhunderts erfolgte Zusammenfassung dreier Bürgerhäuser, die spätklassizistische Fassade stammt aus dem 19. Jahrhundert. Zwei flache Risalite sind durch Doppelachsen hervorgehoben, zum Platz hin ist die Ecke abgerundet. Oberhalb der beiden Portale befindet sich jeweils ein Balkon. | BDA-Hist.: Q37979931 Status: Bescheid Stand der BDA-Liste: 2025-06-30 Name: Bürgerhaus GstNr.: 319 Pfarrplatz 12 (Linz) |
| ja    | Datei hochladen | Bürgerhaus HERIS-ID: 38211 Objekt-ID: 37724 Linz: 421                                                                      | Pfarrplatz 13 Standort KG: Linz                          | Das palaisartige klassizistische Wohnhaus stammt aus dem Jahr 1813. Ein markantes Element ist der Eisengitterbalkon in der Mittelachse. | BDA-Hist.: Q37979941 Status: Bescheid Stand der BDA-Liste: 2025-06-30 Name: Bürgerhaus GstNr.: 290 Pfarrplatz 13 (Linz) |
| ja    | Datei hochladen | Ansitz, Mittleres Grienauer Stöckl HERIS-ID: 38212 Objekt-ID: 37725 Linz: 425                                              | Pfarrplatz 18 Standort KG: Linz                          | Das ehemalige Musikantenhaus der Stadtpfarrkirche ist ein im Kern spätgotisches Gebäude. Die Fassade ist etwas geknickt, in den rechten beiden Achsen befindet sich im ersten Obergeschoß ein flacher Erker, dessen Sgraffitoquaderung 1960 freigelegt und restauriert wurde. | BDA-Hist.: Q37979952 Status: Bescheid Stand der BDA-Liste: 2025-06-30 Name: Ansitz, Mittleres Grienauer Stöckl GstNr.: 3 Pfarrplatz 18 (Linz) |
| ja    | Datei hochladen | Bürgerhaus, Altes Münzhaus HERIS-ID: 38213 Objekt-ID: 37726 Linz: 426                                                      | Pfarrplatz 19 Standort KG: Linz                          | Das Gebäude stammt im Kern aus dem Anfang des 17. Jahrhunderts und besitzt einen auffallenden Runderker an einer Ecke. Die Geschichte des Hauses reicht zurück bis in das Jahr 1458, in dem Herzog Albrecht die erste Münzstätte in Linz errichtete. | BDA-Hist.: Q37979962 Status: Bescheid Stand der BDA-Liste: 2025-06-30 Name: Bürgerhaus, Altes Münzhaus GstNr.: 2 Pfarrplatz 19 (Linz) |
| ja    | Datei hochladen | Stadtpfarrkirche Mariae Himmelfahrt und ehem. Friedhof HERIS-ID: 52268 Objekt-ID: 58866 Linz: 629, 630, 634                | Pfarrplatz 20 Standort KG: Linz                          | Schon 1286 wurde die Kirche urkundlich erwähnt. Die heutige Kirche wurde 1648 erbaut und 1656 geweiht. Sie besitzt ein dreischiffiges Langhaus mit zwei niedrigen Seitenschiffen. Im Inneren trägt das vierjochige Mittelschiff ein Tonnengewölbe mit Stichkappen. | BDA-Hist.: Q38050319 Status: § 2a Stand der BDA-Liste: 2025-06-30 Name: Stadtpfarrkirche Mariae Himmelfahrt und ehem. Friedhof GstNr.: 2932/1, 1 Stadtpfarrkirche Mariä Himmelfahrt (Linz)                                                                       |
| ja    | Datei hochladen | Sog. Fadingersäule HERIS-ID: 96382 Objekt-ID: 111870 Linz: 804                                                             | gegenüber Promenade 25 Standort KG: Linz                 | Die Bronzegruppe der sogenannten Fadingersäule (auch Geißelsäule) ist mit 1702 datiert und stellt die Geißelung Christi dar. Die toskanische Säule selbst, ist bereits auf einem Kupferstich aus dem Jahr 1632 dargestellt. Angeblich wurde das Denkmal an der Stelle errichtet, an der Stefan Fadinger im Juni 1626 durch Scharfschützen aus dem Landhaus angeschossen wurde. | BDA-Hist.: Q37767818 Status: § 2a Stand der BDA-Liste: 2025-06-30 Name: Sog. Fadingersäule GstNr.: 211 Fadingersäule (Linz) |
| ja    | Datei hochladen | Adalbert-Stifter-Denkmal HERIS-ID: 96383 Objekt-ID: 111872 Linz: 2304                                                      | Promenade Standort KG: Linz                              | Das Denkmal, entworfen vom Wiener Bildhauer Hans Rathausky, zeigt die lebensgroße, aus Bronze gegossene, Figur Adalbert Stifters, auf einem großen Granitstein sitzend. Die Enthüllung des Denkmals fand am 24. Mai 1902 statt. | BDA-Hist.: Q37767827 Status: § 2a Stand der BDA-Liste: 2025-06-30 Name: Adalbert-Stifter-Denkmal GstNr.: 223/1 Adalbert Stifter monument, Linz |
| ja    | Datei hochladen | Kriegerdenkmal, Hessendenkmal HERIS-ID: 96384 Objekt-ID: 111874 Linz: 2170                                                 | Promenade Standort KG: Linz                              | Das Hessendenkmal wurde 1928 nach Plänen von Franz Forster errichtet. Das modern anmutende Denkmal erinnert an die rund 5000 Gefallenen des Infanterieregiments Nr. 14 („Hessen“) im Ersten Weltkrieg. | BDA-Hist.: Q1615787 Status: § 2a Stand der BDA-Liste: 2025-06-30 Name: Kriegerdenkmal, Hessendenkmal GstNr.: 211 Hessendenkmal, Linz |
| ja    | Datei hochladen | Wohn- und Geschäftshaus HERIS-ID: 52257 Objekt-ID: 58852 Linz: 382, 383seit 2018                                           | Promenade 4, 6 Standort KG: Linz                         | Das Gebäude auf zwei Parzellen wurde 1910 von Gustav Steinberger errichtet. Es springt auf Nr. 6 zurück und wirkt so wie ein Eckhaus. Die Fassade ist in neobarocken und neomanieristischen Formen reich dekoriert. | BDA-Hist.: Q105645843 Status: Bescheid Stand der BDA-Liste: 2025-06-30 Name: Wohn- und Geschäftshaus GstNr.: 233, 234 Promenade 4, 6 (Linz) |
| ja    | Datei hochladen | Bürgerhaus, Starhemberg'sches Haus, bzw. Hoheneck'sches Freihaus HERIS-ID: 38214 Objekt-ID: 37727 Linz: 371, 1245          | Promenade 7 Standort KG: Linz                            | Das barocke Palais wurde vermutlich von Johann Michael Prunner errichtet. An der linken Hausecke befindet sich ein toskanischer Granitpfeiler mit einer Steinplastik aus der ersten Hälfte des 18. Jahrhunderts. Sie stellt die Muttergottes mit Kind dar. Die Geschichte des Hauses geht zurück bis in das Jahr 1579. Unter den Besitzern finden sich Mitglieder der Familien Starhemberg und Hoheneck, wodurch das Haus den Namen bekam. | BDA-Hist.: Q37979973 Status: Bescheid Stand der BDA-Liste: 2025-06-30 Name: Bürgerhaus, Starhemberg´sches Haus, bzw. Hoheneck´sches Freihaus GstNr.: 1837/1 Promenade 7 (Linz)                                                                                   |
| ja    | Datei hochladen | Bürgerhaus, Wagnerwerkstatt-Haus HERIS-ID: 38215 Objekt-ID: 37728 Linz: 384                                                | Promenade 8 Standort KG: Linz                            | Das Haus ist das letzte erhaltene von bogenförmig angelegten Handwerkerhäusern an der Barbakane der Stadtmauer. Die barocke Fassade stammt vermutlich aus dem späten 18. Jahrhundert. Ein markantes Element ist der Dreiecksgiebel mit lyraförmigen Fenster. | BDA-Hist.: Q37979984 Status: Bescheid Stand der BDA-Liste: 2025-06-30 Name: Bürgerhaus, Wagnerwerkstatt-Haus GstNr.: 232 Promenade 8 (Linz) |
| ja    | Datei hochladen | Freihaus, Thürheim-Starhemberg. Freihaus HERIS-ID: 38216 Objekt-ID: 37729 Linz: 372                                        | Promenade 9 Standort KG: Linz                            | Das barocke Palais wurde vermutlich von Johann Michael Prunner errichtet. Auffallend sind eine große Wandpfeilerordnung und das dekorative Portal mit dem Wappen der Starhemberger. | BDA-Hist.: Q37979996 Status: Bescheid Stand der BDA-Liste: 2025-06-30 Name: Freihaus, Thürheim-Starhemberg. Freihaus GstNr.: 1839 Promenade 9 (Linz) |
| ja BW | Datei hochladen | Allgemeine Sparkasse HERIS-ID: 38217 Objekt-ID: 37730 Linz: 373                                                            | Promenade 11-13 Standort KG: Linz                        | Das Gebäude wurde in den Jahren 1886 bis 1891 nach einem Entwurf von Ignaz Scheck in Renaissanceformen erbaut. Die plastischen Gruppen am Portal und auf der Attika stammen von Joseph Baumgartner. Im Inneren befindet sich ein Mosaik von Rudolf Eisenmenger aus dem Jahre 1955. | BDA-Hist.: Q37980007 Status: Bescheid Stand der BDA-Liste: 2025-06-30 Name: Allgemeine Sparkasse GstNr.: 1840 Promenade 11-13 (Linz) |
| ja    | Datei hochladen | Bürgerhausanlage HERIS-ID: 38218 Objekt-ID: 37731 Linz: 374seit 2014                                                       | Promenade 15 Standort KG: Linz                           | Das Bürgerhaus stammt aus der Zeit um 1720 und hat eine hochbarocke Fassade mit reich verziertem Portal. | BDA-Hist.: Q37980018 Status: Bescheid Stand der BDA-Liste: 2025-06-30 Name: Bürgerhausanlage GstNr.: 1850, 1851, 1852 |
| ja    | Datei hochladen | Bürgerhaus, Café Traxlmayr HERIS-ID: 47003 Objekt-ID: 49422 Linz: 385                                                      | Promenade 16 Standort KG: Linz                           | Dieses schlichte spätklassizistische Haus wurde nach Einebnung des Stadtgrabens 1803 erbaut. Nach 1867 wurden in weiterer Folge mehrere Kaffeehaus-Vorbauten errichtet, zuletzt 1925. | BDA-Hist.: Q38025087 Status: Bescheid Stand der BDA-Liste: 2025-06-30 Name: Bürgerhaus, Café Traxlmayr GstNr.: 229 Café Traxlmayr |
| ja    | Datei hochladen | Wohn- und Geschäftshaus HERIS-ID: 30948 Objekt-ID: 27820                                                                   | Promenade 22 Standort KG: Linz                           | | BDA-Hist.: Q37939138 Status: Bescheid Stand der BDA-Liste: 2025-06-30 Name: Wohn- und Geschäftshaus GstNr.: 221/1 |
| ja    | Datei hochladen | Bürgerhaus HERIS-ID: 38219 Objekt-ID: 37732 Linz: 376                                                                      | Promenade 23 Standort KG: Linz                           | Das repräsentative Wohn- und Geschäftshaus wurde 1887 von Hermann Krackowizer für die Buchdruckerei Josef Wimmer errichtet, heute ist es der Sitz der Oberösterreichischen Nachrichten. | BDA-Hist.: Q37980027 Status: Bescheid Stand der BDA-Liste: 2025-06-30 Name: Bürgerhaus GstNr.: 1868/2 Promenade 23 (Linz) |
| ja    | Datei hochladen | Ehem. Landhausbrücke, Brunnenschacht und ehem. Stadtbefestigung HERIS-ID: 108509 Objekt-ID: 125987 Linz: 2284              | vor Promenade 24 Standort KG: Linz                       | Die dreibogige Brücke aus Bruchsteinmauerwerk aus 1769 wurde beim Bau einer Tiefgarage Juni 2008 vor dem Südportal des Landhauses freigelegt. Auf der Brücke befanden sich früher zwei Statuen, die aber weggebracht wurden. Nach dem Stadtbrand 1800 wurde der Stadtgraben aufgefüllt und damit die Brücke verschüttet. Ihre Geländer wurden nach den Entwürfen wiederhergestellt, beidseits der Brücke kurze Stücke des 4 m tiefen Stadtgrabens freigelassen und durch einen Fußweg erlebbar gemacht. | BDA-Hist.: Q37812962 Status: § 2a Stand der BDA-Liste: 2025-06-30 Name: Ehem. Landhausbrücke, Brunnenschacht und ehem. Stadtbefestigung GstNr.: 206/4, 2953, 210, 211, 223/1, 223/2, 223/3, 223/4, 2954 Landhausbrücke (Linz)                                    |
| ja    | Datei hochladen | Bürgerhaus, ehem. Danmiller-Haus HERIS-ID: 38220 Objekt-ID: 37733 Linz: 353                                                | Promenade 27 Standort KG: Linz                           | Das stattliche, dreigeschoßige Eckhaus besitzt in den beiden Obergeschoßen einen auffallenden Runderker aus dem 17. Jahrhundert. Die Fassaden stammen aus der ersten Hälfte des 18. Jahrhunderts. Im Hof befinden sich drei Cäsarenbüsten aus Sandstein vom ehemaligen Zwinger des Landhauses. | BDA-Hist.: Q37980035 Status: Bescheid Stand der BDA-Liste: 2025-06-30 Name: Bürgerhaus, ehem. Danmiller-Haus GstNr.: 1981 Promenade 27 (Linz) |
| ja    | Datei hochladen | Bürgerhaus, Städtisches Obereinnehmerhaus HERIS-ID: 38221 Objekt-ID: 37734 Linz: 378                                       | Promenade 29 Standort KG: Linz                           | Das Haus stammt aus der Zeit nach 1680 und fungierte 1733–1828 als Sitz des Obereinnehmers für die oberösterreichischen Stände. Die neuen Besitzer nach 1828 veränderten die Fassade im spätklassizistischen Sinn. | BDA-Hist.: Q37980045 Status: Bescheid Stand der BDA-Liste: 2025-06-30 Name: Bürgerhaus, Städtisches Obereinnehmerhaus GstNr.: 1982 |
| ja    | Datei hochladen | Wohnhaus HERIS-ID: 95984 Objekt-ID: 111404 Linz: 3042                                                                      | Promenade 30 Standort KG: Linz                           | Das Gebäude im Stil der Neorenaissance wurde 1898 von Gustav Steinberger errichtet. | BDA-Hist.: Q37767222 Status: § 2a Stand der BDA-Liste: 2025-06-30 Name: Wohnhaus GstNr.: 145/1 |
| ja    | Datei hochladen | Landesrechnungshof, ehem. Perückenmacherhaus HERIS-ID: 90413 Objekt-ID: 105099                                             | Promenade 31 Standort KG: Linz                           | | BDA-Hist.: Q37747037 Status: § 2a Stand der BDA-Liste: 2025-06-30 Name: Landesrechnungshof, ehem. Perückenmacherhaus GstNr.: 1984 |
| ja    | Datei hochladen | Ehem. Stallgebäude HERIS-ID: 52255 Objekt-ID: 58850 Linz: 380                                                              | Promenade 33 Standort KG: Linz                           | Das Haus wurde 1692 als Stallgebäude errichtet, aber bereits vor 1755 in ein Wohnhaus umgewandelt. Es fungierte ab den 1830ern als Sitz verschiedener musealer Institutionen, heute ist hier die Akademie der Volkskultur untergebracht. Die Fassade wurde 1909 umgestaltet, die mittleren drei Achsen mit den beiden Portalen sind durch Doppelpilaster und eine geschwungene Attika mit Landeswappen hervorgehoben. | BDA-Hist.: Q38050207 Status: § 2a Stand der BDA-Liste: 2025-06-30 Name: Ehem. Stallgebäude GstNr.: 1987 |
| ja    | Datei hochladen | Ehem. Landeskulturratsgebäude und Ausstellungspavillon HERIS-ID: 52256 Objekt-ID: 58851 Linz: 325                          | Promenade 37 Standort KG: Linz                           | Ein imposantes, neobarockes Gebäude mit fünfzehn Achsen an der Hauptfront. Die Fassade ist durch fünf vorspringende Achsen gegliedert. Auffallend sind ein Runderker an einem Eck des Hauses und die mit Vasen geschmückte Attika. Errichtet wurde das Gebäude 1645 als Reitstadel. Aber schon 1670 wurde es als Theater verwendet. Nach dem Abriss der Reitschule im Jahre 1909 wurde das Gebäude nach Plänen von Matthäus Schlager wieder errichtet. | BDA-Hist.: Q38050216 Status: § 2a Stand der BDA-Liste: 2025-06-30 Name: Ehem. Landeskulturratsgebäude und Ausstellungspavillon GstNr.: 1970 |
| ja    | Datei hochladen | Landestheater, Kammerspiele, ehem. Casinogebäude HERIS-ID: 96628 Objekt-ID: 112166 Linz: 381                               | Promenade 39 Standort KG: Linz                           | Bereits 1695 als ständisches Ballhaus urkundlich erwähnt wurde das Gebäude nach einem Entwurf von Carlo Antonio Carlone erbaut. Urkundlich erwähnt ist auch die Umgestaltung und Errichtung des Redoutensaales im ersten Stock nach einem Entwurf von Johann Baptist Gangl. Die Ausstattung des Zuschauerraumes des Theaters stammt aus der Mitte des 19. Jahrhunderts und wurde in den Jahren 1939 und 1940 erneuert und 1957 von Clemens Holzmeister neu gestaltet. | BDA-Hist.: Q37768428 Status: § 2a Stand der BDA-Liste: 2025-06-30 Name: Landestheater, Kammerspiele, ehem. Casinogebäude GstNr.: 1991, 1995/1 Landestheater Linz (Promenade)                                                                                     |
| ja    | Datei hochladen | Wohnhaus HERIS-ID: 52275 Objekt-ID: 58873 Linz: 800                                                                        | Prunerstraße 3 Standort KG: Linz                         | Das mächtige repräsentative Wohnhaus wurde 1897 von Ignaz Scheck für eine Fürsorgestiftung errichtet, die Wohnhäuser für einkommensschwache Schichten baute. Es weist einen sparsamen neobarocken Dekor auf, die mittleren drei sowie die beiden Seitenachsen bilden jeweils einen seichten Risalit. Das Mittelportal hat eine feingliedrige barockisierende Umrahmung, oberhalb der drei Mittelachsen ist ein Aufsatz, dem ein Dreiecksgiebel vorgeblendet ist. Dieser ist von einer allegorischen Figur der Caritas bekrönt, die von Franz Stark stammt. | BDA-Hist.: Q38050396 Status: § 2a Stand der BDA-Liste: 2025-06-30 Name: Wohnhaus GstNr.: 384 |
| ja    | Datei hochladen | Bürgerhaus HERIS-ID: 38222 Objekt-ID: 37735 Linz: 386                                                                      | Rathausgasse 3 Standort KG: Linz                         | Das einfache Handwerkerhaus ist im Kern spätgotisch und beherbergte lange Zeit die Meraner Weinstube. | BDA-Hist.: Q37980055 Status: Bescheid Stand der BDA-Liste: 2025-06-30 Name: Bürgerhaus GstNr.: 21 Rathausgasse 3, Linz |
| ja    | Datei hochladen | Keplerhaus HERIS-ID: 38223 Objekt-ID: 37736 Linz: 387seit 2012                                                             | Rathausgasse 5 Standort KG: Linz                         | Das Gebäude mit Grabendach und flachem Mittelerker stammt aus der Mitte des 16. Jahrhunderts. Johannes Kepler wohnte hier um 1625, daher ist seit 2009 hier ein Kepler-Salon als Veranstaltungsort für Wissenschaftsvermittlung eingerichtet. | BDA-Hist.: Q1697100 Status: Bescheid Stand der BDA-Liste: 2025-06-30 Name: Keplerhaus GstNr.: 29 Keplers Wohnhaus |
| ja    | Datei hochladen | Bürgerhaus HERIS-ID: 57264 Objekt-ID: 67171                                                                                | Rathausgasse 7 Standort KG: Linz                         | Das frühhistoristische Haus entstand 1849, als drei Vorgängerhäuser niedergerissen wurden. Baumeister war Johann Rueff. Es wurde zusammen mit Nr. 9 und 11 erbaut. | BDA-Hist.: Q38075518 Status: Bescheid Stand der BDA-Liste: 2025-06-30 Name: Bürgerhaus GstNr.: 30 Rathausgasse 7,9,11 (Linz) |
| ja    | Datei hochladen | Bürgerhaus HERIS-ID: 38933 Objekt-ID: 38569                                                                                | Rathausgasse 9, 11 Standort KG: Linz                     | Das frühhistoristische Haus entstand 1849, als drei Vorgängerhäuser niedergerissen wurden. Baumeister war Johann Rueff. Es wurde zusammen mit Nr. 7 erbaut und hat vier Achsen zur Neutorgasse (dort Nr. 6). | BDA-Hist.: Q37985568 Status: Bescheid Stand der BDA-Liste: 2025-06-30 Name: Bürgerhaus GstNr.: 33 Rathausgasse 7,9,11 (Linz) |
| ja    | Datei hochladen | Anlage Römerstraße 2 HERIS-ID: 83434 Objekt-ID: 97314 Linz: 916seit 2013                                                   | Römerstraße 2 Standort KG: Linz                          | Das Gebäude wurde 1784 errichtet und im 19. Jahrhundert mehrfach umgebaut, zuletzt 1903. Ein markantes Element sind die hölzernen Loggienvorbauten. Der an der Frontseite ist durch gusseiserne Aufbauten gestützt, die aus dem letzten Umbau stammen, in ihren Formen schon vom Jugendstil inspiriert sind und von einer erhöhten verandaartigen Eingangszone ausgehen. | BDA-Hist.: Q38180608 Status: Bescheid Stand der BDA-Liste: 2025-06-30 Name: Anlage Römerstraße 2 GstNr.: 207, 206/1, 206/2 Römerstraße 2 (Linz) |
| ja    | Datei hochladen | Freinbergwarte, Kaiser-Franz-Josef-Jubiläumswarte HERIS-ID: 78451 Objekt-ID: 92112                                         | Römerstraße 96 Standort KG: Linz                         | Die Warte wurde 1888 zum 40-Jahr-Jubiläum der Regentschaft von Kaiser Franz Joseph vom Linzer Verschönerungsverein nach Plänen von Ignaz Scheck errichtet. Anmerkung: Im Statistischen Bezirk Froschberg | BDA-Hist.: Q38152201 Status: § 2a Stand der BDA-Liste: 2025-06-30 Name: Freinbergwarte, Kaiser-Franz-Josef-Jubiläumswarte GstNr.: 2811/2 Franz-Josef-Warte, Freinberg                                                                                            |
| ja    | Datei hochladen | Villa Seiler HERIS-ID: 44803 Objekt-ID: 45663 Linz: 912                                                                    | Roseggerstraße 2 Standort KG: Linz                       | Der blockhafte Villenbau wurde 1928/29 von Julius Schulte errichtet. Das Walmdach kragt weit hervor und hat eine dekorierte Untersicht, die großen querrechteckigen Fenster im Erdgeschoß sind mit Säulen und Keramikvasen flankiert. Der Balkon im Obergeschoß hat eingestellte Pfeiler mit vorspringenden reliefbesetzten Quadern. Anmerkung: Im Statistischen Bezirk Froschberg | BDA-Hist.: Q38010888 Status: Bescheid Stand der BDA-Liste: 2025-06-30 Name: Villa Seiler GstNr.: 2697/9 Villa Seiler, Linz |
| ja    | Datei hochladen | Botanischer Garten, Gartenbaudenkmale, Wasserbecken und Wegeführungen HERIS-ID: 78454 Objekt-ID: 92115 Linz: 915           | Roseggerstraße 20 Standort KG: Linz                      | Der Botanische Garten wurde 1950–1952 vom damaligen Stadtgartendirektor Rudolf Hirschmann gestaltet. Er ist durch niedrige Natursteinmauern gegliedert, leichte Unebenheiten werden durch niedrige Stufen ausgeglichen. Das zentrale Wasserbecken ist mit Steinplatten eingerahmt, den Beckenbereich flankieren steinerne Bankreihen. In ihm sind auch einige Skulpturen aus drei Jahrhunderten ausgestellt. Anmerkung: Im Statistischen Bezirk Froschberg | BDA-Hist.: Q38152222 Status: § 2a Stand der BDA-Liste: 2025-06-30 Name: Botanischer Garten, Gartenbaudenkmale, Wasserbecken und Wegeführungen GstNr.: 2702/41 Sculptures in Botanical Garden Linz                                                                |
| ja    | Datei hochladen | Domherrenhof HERIS-ID: 96031 Objekt-ID: 111479 Linz: 809                                                                   | Rudigierstraße 10 Standort KG: Linz                      | Der Domherrenhof ist ein Sichtziegelgebäude in neugotischen Formen, das 1892–1895 von Otto Schirmer errichtet wurde. Die linke Hälfte wurde nach Kriegszerstörungen vereinfacht und schmucklos wiederaufgebaut und weist einen Verputz auf. | BDA-Hist.: Q37767308 Status: § 2a Stand der BDA-Liste: 2025-06-30 Name: Domherrenhof GstNr.: 1614/1 Domherrenhof Linz |
| ja    | Datei hochladen | Wohnhaus HERIS-ID: 102537 Objekt-ID: 118954 Linz: 2575seit 2012                                                            | Scharitzerstraße 1a Standort KG: Linz                    | Das Wohnhaus mit secessionistischem Fassadendekor wurde 1905 von Matthäus Schlager erbaut. Die beiden Seitenachsen treten flach hervor, die Mittelachse ist durch einen Erker und einen halbkreisförmigen Dachgiebel betont, der um ein dekoriertes Atelierfenster verläuft. | BDA-Hist.: Q37790726 Status: Bescheid Stand der BDA-Liste: 2025-06-30 Name: Wohnhaus GstNr.: 1216/3 Scharitzerstraße 1a (Linz) |
| ja    | Datei hochladen | Kolosseum Kino HERIS-ID: 102539 Objekt-ID: 118982seit 2012                                                                 | Schillerplatz 1 Standort KG: Linz                        | Das Kino wurde 1936 eröffnet. | BDA-Hist.: Q37790756 Status: Bescheid Stand der BDA-Liste: 2025-06-30 Name: Kolosseum Kino GstNr.: 1513/16 Kolosseum (Linz) |
| ja    | Datei hochladen | Studienbibliothek, Landesbibliothek HERIS-ID: 52310 Objekt-ID: 58914 Linz: 2591                                            | Schillerplatz 2 Standort KG: Linz                        | Der repräsentative Bau in den Formen der Neuen Sachlichkeit wurde 1932 von Julius Smolik erbaut. | BDA-Hist.: Q122900337 Status: Bescheid Stand der BDA-Liste: 2025-06-30 Name: Studienbibliothek, Landesbibliothek GstNr.: 1513/7 Building of Landesbibliothek Oberösterreich                                                                                      |
| ja    | Datei hochladen | Bürgerhaus HERIS-ID: 45195 Objekt-ID: 46113 Linz: 2596                                                                     | Schillerstraße 10 Standort KG: Linz                      | Das Haus mit secessionistischem Fassadendekor wurde 1904 von Gustav Steinberger errichtet. | BDA-Hist.: Q38014114 Status: Bescheid Stand der BDA-Liste: 2025-06-30 Name: Bürgerhaus GstNr.: 1195/4 |
| ja    | Datei hochladen | Wohnhaus HERIS-ID: 44806 Objekt-ID: 45666 Linz: 2599                                                                       | Schillerstraße 12 Standort KG: Linz                      | Das Eckhaus mit secessionistischem Dekor wurde 1905 von Gustav Steinberger errichtet und 1910 um zwei Achsen entlang der Südtirolerstraße erweitert. Die Sockelzone ist rustiziert, in der ursprünglichen Mittelachse erhebt sich ein dreigeschoßiger Erker, über dem in einem halbrunden Attikageschoß Reliefs von Genien mit Fackeln, blumenstreuenden Putti und Girlanden zu sehen sind. | BDA-Hist.: Q38010910 Status: Bescheid Stand der BDA-Liste: 2025-06-30 Name: Wohnhaus GstNr.: 1195/3 |
| ja    | Datei hochladen | Wohn- und Geschäftshaus HERIS-ID: 47040 Objekt-ID: 49524 Linz: 392                                                         | Schmidtorstraße 1 Standort KG: Linz                      | Das Eckhaus in den Formen des romantischen Historismus wurde 1861 von Otto Thienemann erbaut. Ein markantes Element ist der dreiachsige Eckerker. | BDA-Hist.: Q38025333 Status: Bescheid Stand der BDA-Liste: 2025-06-30 Name: Wohn- und Geschäftshaus GstNr.: 246 |
| ja    | Datei hochladen | Wohn- und Geschäftshaus HERIS-ID: 88295 Objekt-ID: 102847 Linz: 395seit 2015                                               | Schmidtorstraße 2 Standort KG: Linz                      | Der Architekt Ignaz Scheck baute das strenghistoristische Gebäude 1882 für die Schwestern Nossberger. Der fünfgeschoßige Bau hat fünfzehn Achsen zur Schmiedtorstraße und drei Achsen in Richtung Hauptplatz, er weist Neo-Renaissance-Dekor auf. | BDA-Hist.: Q37724886 Status: Bescheid Stand der BDA-Liste: 2025-06-30 Name: Wohn- und Geschäftshaus GstNr.: 238 |
| ja    | Datei hochladen | Wohn- und Geschäftshaus HERIS-ID: 93684 Objekt-ID: 108750 Linz: 393seit 2012                                               | Schmidtorstraße 3 Standort KG: Linz                      | Das Haus stammt von Johann Rueff aus dem Jahr 1861. Ein markantes Element ist die Verkröpfung oberhalb des zweiten Obergeschoßes, die sich aus einer Kombination von den Verdachungen der unteren mit den Bänken der oberen Fenster ergibt. | BDA-Hist.: Q37762737 Status: Bescheid Stand der BDA-Liste: 2025-06-30 Name: Wohn- und Geschäftshaus GstNr.: 245 Schmidtorstraße 3 (Linz) |
| ja    | Datei hochladen | Wohn- und Geschäftshaus HERIS-ID: 52253 Objekt-ID: 58848 Linz: 396seit 2012                                                | Schmidtorstraße 4 Standort KG: Linz                      | Das Haus mit der spätklassizistischen Fassade wurde zwischen 1825 und 1830 erbaut. Die Obergeschoße werden durch korinthische Riesenpilaster gegliedert. | BDA-Hist.: Q38050187 Status: Bescheid Stand der BDA-Liste: 2025-06-30 Name: Wohn- und Geschäftshaus GstNr.: 237 Schmidtorstraße 4 (Linz) |
| ja    | Datei hochladen | Wohn- und Geschäftshaus HERIS-ID: 93692 Objekt-ID: 108758 Linz: 397seit 2018                                               | Schmidtorstraße 6 Standort KG: Linz                      | Das Haus in den Formen des romantischen Historismus wurde 1861 anlässlich des Durchbruchs der Schmidtorstraße zum Taubenmarkt (vgl. Schmidtor) von Johann Rueff erbaut. | BDA-Hist.: Q105646657 Status: Bescheid Stand der BDA-Liste: 2025-06-30 Name: Wohn- und Geschäftshaus GstNr.: 236 |
| ja    | Datei hochladen | Wohn- und Geschäftshaus HERIS-ID: 52252 Objekt-ID: 58847 Linz: 398seit 2018                                                | Schmidtorstraße 8 Standort KG: Linz                      | Das Gebäude entstand wie Nr. 6 im Zuge des Durchbruchs der Schmidtorstraße 1861 und wurde von Johann Rueff erbaut. Anmerkung: Identadresse Promenade 2 | BDA-Hist.: Q105645840 Status: Bescheid Stand der BDA-Liste: 2025-06-30 Name: Wohn- und Geschäftshaus GstNr.: 235 Promenade 2 (Linz) |
| ja    | Datei hochladen | Bürgerhaus HERIS-ID: 38225 Objekt-ID: 37739                                                                                | Spittelwiese 7 Standort KG: Linz                         | | BDA-Hist.: Q37980079 Status: Bescheid Stand der BDA-Liste: 2025-06-30 Name: Bürgerhaus GstNr.: 1808 Spittelwiese 7-13 (Linz) |
| ja    | Datei hochladen | Bürgerhaus, Ehem. Knaben-, Volks- und Bürgerschule HERIS-ID: 38226 Objekt-ID: 37740 Linz: 962                              | Spittelwiese 8 Standort KG: Linz                         | Das ehemalige Schulgebäude im strenghistoristischen Stil wurde 1871 errichtet. Es fungiert nunmehr als eines der Eingangsgebäude für ein Einkaufszentrum. | BDA-Hist.: Q37980090 Status: Bescheid Stand der BDA-Liste: 2025-06-30 Name: Bürgerhaus, Ehem. Knaben- Volks- und Bürgerschule GstNr.: 1820 |
| ja    | Datei hochladen | Bürgerhaus HERIS-ID: 38227 Objekt-ID: 37741                                                                                | Spittelwiese 9 Standort KG: Linz                         | | BDA-Hist.: Q37980102 Status: Bescheid Stand der BDA-Liste: 2025-06-30 Name: Bürgerhaus GstNr.: 1810 Spittelwiese 7-13 (Linz) |
| ja    | Datei hochladen | Bürgerhaus HERIS-ID: 38234 Objekt-ID: 37748                                                                                | Spittelwiese 11 Standort KG: Linz                        | | BDA-Hist.: Q37980114 Status: Bescheid Stand der BDA-Liste: 2025-06-30 Name: Bürgerhaus GstNr.: 1811 Spittelwiese 7-13 (Linz) |
| ja    | Datei hochladen | Bürgerhaus HERIS-ID: 38235 Objekt-ID: 37749                                                                                | Spittelwiese 13 Standort KG: Linz                        | | BDA-Hist.: Q37980122 Status: Bescheid Stand der BDA-Liste: 2025-06-30 Name: Bürgerhaus GstNr.: 1813 Spittelwiese 7-13 (Linz) |
| ja    | Datei hochladen | Akademisches Gymnasium Linz HERIS-ID: 52263 Objekt-ID: 58861 Linz: 963seit 2012                                            | Spittelwiese 14 Standort KG: Linz                        | Das Schulgebäude in der Spittelwiese wurde von 1870 bis 1872 nach den Plänen des Architekten Karl Stattler erbaut. | BDA-Hist.: Q414929 Status: Bescheid Stand der BDA-Liste: 2025-06-30 Name: Akademisches Gymnasium Linz GstNr.: 1816/2 Akademisches Gymnasium Linz |
| ja    | Datei hochladen | Ehem. Lamberger Freihaus HERIS-ID: 38236 Objekt-ID: 37750 Linz: 964                                                        | Spittelwiese 15 Standort KG: Linz                        | Das Gebäude, das in der ersten Hälfte des 19. Jahrhunderts im Besitz der Fürsten Lamberg war, wurde um 1670 errichtet, und im 18. und frühen 19. Jahrhundert stark umgebaut und neu fassadiert. Es hat nunmehr die Erscheinung eines spätklassizistischen Zinshauses. Es war das Wohn- und Sterbehaus von Enrica von Handel-Mazzetti. | BDA-Hist.: Q37980141 Status: Bescheid Stand der BDA-Liste: 2025-06-30 Name: Ehem. Lamberger Freihaus GstNr.: 1814 |
| BW    | Datei hochladen | Wohnhaus HERIS-ID: 96201 Objekt-ID: 111668 Linz: 2655                                                                      | Starhembergstraße 24 Standort KG: Linz                   | Das Wohnhaus mit neomanieristischen und secessionistischen Dekorelementen wurde 1898 erbaut. | BDA-Hist.: Q37767530 Status: § 2a Stand der BDA-Liste: 2025-06-30 Name: Wohnhaus GstNr.: 1140/2 |
| ja    | Datei hochladen | Berufsschule/Mitteltrakt HERIS-ID: 46797 Objekt-ID: 48993 Linz: 884                                                        | Steingasse 6 Standort KG: Linz                           | Das alte Gebäude der Berufsschule Linz 1 wurde 1837 als Privathaus errichtet, 1851 als Schulgebäude adaptiert und 1927 von Curt Kühne umgestaltet. | BDA-Hist.: Q38023787 Status: Bescheid Stand der BDA-Liste: 2025-06-30 Name: Berufsschule/Mitteltrakt GstNr.: 1868/2, 1877 |
| ja    | Datei hochladen | Wohn- und Geschäftshaus, sog. Ankerhof HERIS-ID: 78362 Objekt-ID: 92023 Linz: 2664                                         | Stelzhamerstraße 2 Standort KG: Linz                     | Das späthistoristische Geschäfts- und Bürogebäude wurde 1912/13 nach Plänen von Egon von Leuzendorf erbaut, ausführender Baumeister war Gustav Steinberger. Die Hauptfront mit übergiebeltem Mittelrisaliten nimmt den ganzen Häuserblock ein, die Ecken werden durch turmartige Runderker hervorgehoben. Das hohe Mansarddach ist durch Mansardfenster durchbrochen, die Fassade ist in Empire-Formen gehalten. Der Name stammt von der Anker-Versicherung, in deren Besitz das Gebäude ab 1932 war. | BDA-Hist.: Q38152051 Status: Bescheid Stand der BDA-Liste: 2025-06-30 Name: Wohn- und Geschäftshaus, sog. Ankerhof GstNr.: 1513/19 |
| ja    | Datei hochladen | Wohnhaus HERIS-ID: 96217 Objekt-ID: 111684 Linz: 936                                                                       | Stifterstraße 7 Standort KG: Linz                        | Das 1847 errichtete Wohnhaus ist ein sehr frühes Beispiel des Historismus. | BDA-Hist.: Q37767595 Status: § 2a Stand der BDA-Liste: 2025-06-30 Name: Wohnhaus GstNr.: 1670 |
| ja    | Datei hochladen | Adalbert Stifter Gymnasium Linz HERIS-ID: 96223 Objekt-ID: 111690 Linz: 939                                                | Stifterstraße 27 Standort KG: Linz                       | Das Schulgebäude im späthistoristischen Stil wurde von 1904 bis 1905 durch die Oberösterreichische Baugesellschaft für eine ehemalige Lehrerbildungsanstalt des katholischen Schulvereines erbaut und wird heute als Oberstufenrealgymnasium der Diözese Linz genutzt. | BDA-Hist.: Q15781429 Status: § 2a Stand der BDA-Liste: 2025-06-30 Name: Oberstufenrealgymnasium der Diözese Linz, Stifterschule GstNr.: 1715 Adalbert-Stifter-Gymnasium (Linz)                                                                                   |
| ja    | Datei hochladen | Schulzentrum St. Angelus, Schulverein der Kreuzschwestern HERIS-ID: 102630 Objekt-ID: 119077 Linz: 2676                    | Stockhofstraße 10 Standort KG: Linz                      | Von 1927 bis 1929 mit Clemens Holzmeister als schlossartige Anlage mit Seitenflügel als Bau der (Neuen Sachlichkeit) und erzieherischen Strenge erbaut und 1932 mittig mit einem expressionistischen Festsaal als Rundbau akzentuiert und durchbrochen. | BDA-Hist.: Q19308825 Status: § 2a Stand der BDA-Liste: 2025-06-30 Name: Schulzentrum St. Angelus, Schulverein der Kreuzschwestern GstNr.: 2603, 2608 Schulzentrum der Kreuzschwestern Linz                                                                       |
| ja    | Datei hochladen | Goetheschule, Volksschule und HTL für Bau und Design HERIS-ID: 78456 Objekt-ID: 92118 Linz: 2374                           | Südtirolerstraße 13 Standort KG: Linz                    | Die ehemalige Kaiser-Franz-Joseph-Schule bzw. Handwerkerschule bzw. Goetheschule wurde mit Baumeister Michael Lettmayr und der Oberösterreichischen Baugesellschaft errichtet (1890–1891). Zubau 1891 des Stadtbauamtes. Nebenfassaden im Stil der NS-Architektur der Architekten Armin Sturmberger und L. Maier und des Baumeisters Franz Schild (1940–1943). Veränderte Fassadengestaltung beim Wiederaufbau nach dem Krieg mit Baumeister Josef Ertl und Architekt Fritz Fanta (1945–1950). Im Hof Skulptur von Alfred Hager. | BDA-Hist.: Q16064962 Status: § 2a Stand der BDA-Liste: 2025-06-30 Name: Goetheschule, Volksschule und HTL für Bau und Design GstNr.: 1196 Goetheschule, Volksschule und HTL Bau und Design (Linz)                                                                |
| ja    | Datei hochladen | Wohnhaus HERIS-ID: 43732 Objekt-ID: 44408 Linz: 2687                                                                       | Südtirolerstraße 16 Standort KG: Linz                    | Das Gebäude stammt aus dem Jahr 1909 von Michael Rosenauer, der auch als Bauherr auftrat und so den Stil der Schule Otto Wagners kompromisslos verwirklichen konnte. Bis auf die Putzbänderung im Sockelgeschoß ist die Fassade schmucklos, die Mittelachse, hinter der sich das Stiegenhaus befindet, ist durch eine überhöhte, die Dachzone durchbrechende Attika, zwei Jünglingsfiguren oberhalb des Portals und metallenen Blumenkästen an den Fenstern hervorgehoben. | BDA-Hist.: Q38005021 Status: Bescheid Stand der BDA-Liste: 2025-06-30 Name: Wohnhaus GstNr.: 1198/2 Südtirolerstraße 16, Linz |
| ja    | Datei hochladen | Sparkassenbrunnen HERIS-ID: 110594 Objekt-ID: 128301 Linz: 208                                                             | Taubenmarkt Standort KG: Linz                            | Der klassizistische Brunnen stammt vom Architekten Hermann Krakowizer und stand ursprünglich in der Halle der Sparkasse, bevor er 1979 am Taubenmarkt aufgestellt wurde. Er besteht aus einem runden Brunnenbecken mit einer Mittelsäule, die zwei Brunnenschalen aus Marmor trägt. Am Schalenrand sind jeweils vier Wasserspeier angebracht. | BDA-Hist.: Q37819709 Status: § 2a Stand der BDA-Liste: 2025-06-30 Name: Sparkassenbrunnen GstNr.: 2993 Sparkassenbrunnen, Linz Taubenmarkt |
| ja    | Datei hochladen | Anlage Schloss Linz HERIS-ID: 109718 Objekt-ID: 127352 Linz: 523                                                           | Schlossberg 1 Standort KG: Linz                          | Das Schloss geht auf eine römische Befestigung zurück und wurde 799 erstmals erwähnt. Unter Kaiser Friedrich III. im Spätmittelalter fungierte das Schloss zeitweise als Residenz, aus dieser Zeit stammen Teile der Befestigungsanlagen wie das Friedrichstor. Unter Rudolf II. wurde das Schloss zwischen 1604 und 1614 nach Plänen von Anton Moys neu gebaut. 1800 brannte der Südflügel ab. Nach dem Auszug der Statthalter im späten 18. Jahrhundert diente das Schloss unter anderem als Kaserne und Gefängnis, heute ist es ein Museum. Es ist ein blockhafter Bau mit zwei Höfen und ausgedehnten Befestigungen. | BDA-Hist.: Q686508 Status: § 2a Stand der BDA-Liste: 2025-06-30 Name: Anlage Schloss Linz GstNr.: 2096, 198, 196, 197, 195, 203/3, 182/1, 183, 184, 185, 186, 187, 188, 189, 190, 191, 202, 203/1, 203/2, 204, 2093/1, 2093/8, 2946, 2950/1, 2093/10 Linz Castle |
| ja    | Datei hochladen | Keplerdenkmal HERIS-ID: 97187 Objekt-ID: 112941 Linz: 1252                                                                 | Tummelplatz 10 Standort KG: Linz                         | Der Gartenpavillon befindet sich seit 1971 an dieser Stelle und stammt aus dem Stiftshaus Schlägl. Geplant wurde er 1646 von Francesco Canevale und errichtet vom Steinmetz Bartholomäus Gunzi. Im Inneren befindet sich eine Plastik zu Ehren des berühmten Naturwissenschaftlers Johannes Kepler. | BDA-Hist.: Q37769522 Status: § 2a Stand der BDA-Liste: 2025-06-30 Name: Keplerdenkmal GstNr.: 188 Keplerdenkmal (Linz) |
| ja    | Datei hochladen | Wohnhaus HERIS-ID: 96764 Objekt-ID: 112344                                                                                 | Tummelplatz 15 Standort KG: Linz                         | | BDA-Hist.: Q37768762 Status: Bescheid Stand der BDA-Liste: 2025-06-30 Name: Wohnhaus GstNr.: 166/1 |
| ja    | Datei hochladen | Bürgerhaus, Adalbert-Stifter-Haus HERIS-ID: 38239 Objekt-ID: 37753 Linz: 434                                               | Untere Donaulände 6 Standort KG: Linz                    | Das Wohn- und Sterbehaus von Adalbert Stifter ist ein schlichtes, an drei Seiten freistehendes Haus im Übergang von Spätklassizismus zu Frühhistorismus, das 1846 von Johann Metz erbaut wurde. Es beherbergt heutzutage ein Literaturmuseum und das Adalbert-Stifter-Institut. | BDA-Hist.: Q37980151 Status: Bescheid Stand der BDA-Liste: 2025-06-30 Name: Bürgerhaus, Adalbert-Stifter-Haus GstNr.: 52 Stifterhaus |
| ja    | Datei hochladen | Brucknerhaus HERIS-ID: 78513 Objekt-ID: 92175 Linz: 942                                                                    | Untere Donaulände 7 Standort KG: Linz                    | Das Konzerthaus an der Donau wurde 1969–1974 nach Plänen von Kaija und Heikki Sirén erbaut. Der Bau beruht auf der Grundform des Kreissegments. Über dem eingezogenen Sockelgeschoß sind die Räume des Hauptgeschoßes, der große und mittlere Saal sowie das Restaurant, fächerförmig angeordnet. Eine große Wandelhalle im äußeren Bogen zur Donau fasst die Räumlichkeiten zusammen. Die verglaste, halbkreisförmige Fassade zur Donau ist über Treppen und Terrassen direkt mit der Landschaft verbunden. Die der Straße zugekehrte Seite ist hingegen weitgehend geschlossen. Der gesamte Baukörper ist einheitlich mit bronzefarbenem Aluminium verkleidet. | BDA-Hist.: Q875317 Status: § 2a Stand der BDA-Liste: 2025-06-30 Name: Brucknerhaus GstNr.: 3175/51 Brucknerhaus |
| ja    | Datei hochladen | Parkbad HERIS-ID: 78458 Objekt-ID: 92120 Linz: 909                                                                         | Untere Donaulände 11 Standort KG: Linz                   | Das Bad wurde 1930 von Curt Kühne erbaut. Es ist ein blockhafter Bau mit einem turmartigen Mittelteil und vorspringenden Eckteilen. Die Fenster sind eingeschnitten und in Gruppen zusammengezogen, die auch über die Ecken laufen. Anmerkung: Im Statistischen Bezirk Kaplanhof | BDA-Hist.: Q38152237 Status: § 2a Stand der BDA-Liste: 2025-06-30 Name: Parkbad GstNr.: 3175/43, 557/6 Parkbad (Linz) |
| ja    | Datei hochladen | Bürgerhaus, ehem. Pröllerischer Stadel HERIS-ID: 40488 Objekt-ID: 40429 Linz: 943                                          | Untere Donaulände 22 Standort KG: Linz                   | Das bereits 1680 urkundlich erwähnte Haus wurde im 19. Jahrhundert mehrfach umgebaut, die frühhistoristische Fassade stammt aus dem Jahr 1859 von Anton Schrittwieser. | BDA-Hist.: Q37994683 Status: Bescheid Stand der BDA-Liste: 2025-06-30 Name: Bürgerhaus, ehem. Pröllerischer Stadel GstNr.: 353/2 |
| ja    | Datei hochladen | Wohnhäuser HERIS-ID: 47041 Objekt-ID: 49525 Linz: 944                                                                      | Untere Donaulände 24, 26 Standort KG: Linz               | Die zwei nebeneinanderliegenden Häuser wurden 1865/1866 von Baumeister Anton Schrittwieser für den Linzer Lederfabrikanten Josef Mayrhofer errichtet, wobei bereits mehrere Vorgängerbauten vorhanden waren. Der älteste vermutlich bereits aus dem 17. Jahrhundert. | BDA-Hist.: Q38025343 Status: Bescheid Stand der BDA-Liste: 2025-06-30 Name: Wohnhäuser GstNr.: 355/1 |
| ja    | Datei hochladen | Ehem. Zwirnerstöckl, Kindergarten HERIS-ID: 83742 Objekt-ID: 97785 Linz: 908seit 2013                                      | Untere Donaulände 66 Standort KG: Linz                   | Der letzte erhaltene Teil der Linzer Wollzeugfabrik wurde 1737 erbaut und um 1950 umgebaut. Es ist ein wuchtiger Baukörper mit Walmdach, die Fassadengliederung erfolgt über ein Faschaenraster. | BDA-Hist.: Q38181247 Status: Bescheid Stand der BDA-Liste: 2025-06-30 Name: Ehem. Zwirnerstöckl, Kindergarten GstNr.: 483/5 |
| ja    | Datei hochladen | Austria Tabakwerke, Tabakfabrik HERIS-ID: 38241 Objekt-ID: 37755                                                           | Untere Donaulände 74 Standort KG: Linz                   | Die Haupthalle der Tabakfabrik war der erste Stahlskelettbau dieser Größe der in Österreich errichtet wurde. Die gebogene Fassade zur Ludlgasse hat eine Länge von 227 m und eine Höhe von ca. 28 m. Das Gebäude kam in den Besitz der Stadt Linz und wird für Ausstellungen und Veranstaltungen genutzt. Anmerkung: Im Statistischen Bezirk Kaplanhof | BDA-Hist.: Q2386234 Status: Bescheid Stand der BDA-Liste: 2025-06-30 Name: Austria Tabakwerke, Tabakfabrik GstNr.: 488/16 Linz Austria Tabakwerke |
| ja    | Datei hochladen | Mozartschule HERIS-ID: 78459 Objekt-ID: 92121 Linz: 827                                                                    | Volksfeststraße 11 Standort KG: Linz                     | Das 1880 errichtete Schulgebäude im Stil der Neorenaissance weist einen Mittelrisalit auf, die beiden identisch gestalteten Seitenflügel bilden zur Front hin jeweils einen Seitenrisalit. | BDA-Hist.: Q38152248 Status: § 2a Stand der BDA-Liste: 2025-06-30 Name: Mozartschule GstNr.: 907/2, 896, 907/3, 907/4 |
| ja    | Datei hochladen | Kleindenkmale im Volksgarten HERIS-ID: 102431 Objekt-ID: 118834                                                            | Volksgartenstraße Standort KG: Linz                      | Darunter Denkmäler für Friedrich Ludwig Jahn (von Leo von Moos), Sebastian Kneipp, Franz Stelzhamer (von Franz Metzner); Lausbub (von Maximilian Stockenhuber). | BDA-Hist.: Q1677573 Status: § 2a Stand der BDA-Liste: 2025-06-30 Name: Kleindenkmale im Volksgarten GstNr.: 1510/3 Volksgarten (Linz) |
| ja BW | Datei hochladen | Wohnhaus HERIS-ID: 96271 Objekt-ID: 111739 Linz: 2719                                                                      | Volksgartenstraße 2 Standort KG: Linz                    | Das kleine Vorstadthaus mit hohem Walmdach wurde 1942 errichtet, erhielt seine heutige Form aber 1906. Ein markantes Element ist der geschwungene neobarocke Giebel zum Auerspergplatz hin. | BDA-Hist.: Q37767682 Status: Bescheid Stand der BDA-Liste: 2025-06-30 Name: Wohnhaus GstNr.: 1453/2 |
| ja BW | Datei hochladen | Zinshäuser HERIS-ID: 31086 Objekt-ID: 28011 Linz: 2723                                                                     | Volksgartenstraße 28, 30 Standort KG: Linz               | Die beiden strenghistoristischen Zinshäuser wurden 1885 (Nr. 28) und 1889 von Michael Lettmayr erbaut. An der Ecke zur Gärtnerstraße befinden sich im ersten Obergeschoß zwei plastische Figuren. | BDA-Hist.: Q37940190 Status: Bescheid Stand der BDA-Liste: 2025-06-30 Name: Zinshäuser GstNr.: 1300/9, 1414/8 |
| ja    | Datei hochladen | Arbeiterkammer und Brunnen HERIS-ID: 52316 Objekt-ID: 58922 Linz: 2725, 2727                                               | Volksgartenstraße 40 Standort KG: Linz                   | Das Arbeiterkammergebäude wurde 1928 von Hubert Gessner erbaut und nach Kriegsschäden 1947–1950 sowie 1983 umgestaltet. Der davorstehende Brunnen aus Untersberger Marmor mit einer weiblichen allegorischen Figur stammt von Alois Dorn aus dem Jahr 1950. | BDA-Hist.: Q38050670 Status: § 2a Stand der BDA-Liste: 2025-06-30 Name: Arbeiterkammer und Brunnen GstNr.: 1301/10, 1301/13, 3080/1 AK-Gebäude Linz |
| ja    | Datei hochladen | Wohnhaus HERIS-ID: 5308 Objekt-ID: 1171                                                                                    | Waltherstraße 2 Standort KG: Linz                        | | BDA-Hist.: Q37785828 Status: Bescheid Stand der BDA-Liste: 2025-06-30 Name: Wohnhaus GstNr.: 1936 |
| ja    | Datei hochladen | Miethaus HERIS-ID: 5309 Objekt-ID: 1172                                                                                    | Waltherstraße 4 Standort KG: Linz                        | | BDA-Hist.: Q37786081 Status: Bescheid Stand der BDA-Liste: 2025-06-30 Name: Miethaus GstNr.: 1935/5 |
| ja    | Datei hochladen | Miethaus HERIS-ID: 5310 Objekt-ID: 1173                                                                                    | Waltherstraße 6 Standort KG: Linz                        | | BDA-Hist.: Q37786410 Status: Bescheid Stand der BDA-Liste: 2025-06-30 Name: Miethaus GstNr.: 1935/3 |
| ja    | Datei hochladen | Miethaus HERIS-ID: 5311 Objekt-ID: 1174                                                                                    | Waltherstraße 8 Standort KG: Linz                        | | BDA-Hist.: Q37786519 Status: Bescheid Stand der BDA-Liste: 2025-06-30 Name: Miethaus GstNr.: 1935/6 |
| ja    | Datei hochladen | Miethaus HERIS-ID: 5312 Objekt-ID: 1175                                                                                    | Waltherstraße 10 Standort KG: Linz                       | | BDA-Hist.: Q37786890 Status: Bescheid Stand der BDA-Liste: 2025-06-30 Name: Miethaus GstNr.: 1934/6 |
| ja    | Datei hochladen | Miethaus HERIS-ID: 5313 Objekt-ID: 1176                                                                                    | Waltherstraße 12 Standort KG: Linz                       | | BDA-Hist.: Q37787360 Status: Bescheid Stand der BDA-Liste: 2025-06-30 Name: Miethaus GstNr.: 1934/5 |
| ja    | Datei hochladen | Miethaus HERIS-ID: 5314 Objekt-ID: 1177 Linz: 948                                                                          | Waltherstraße 14 Standort KG: Linz                       | Das neimanieristische Zinshaus wurde 1887 von Ignaz Scheck erbaut. | BDA-Hist.: Q37787654 Status: Bescheid Stand der BDA-Liste: 2025-06-30 Name: Miethaus GstNr.: 1934/1 |
| ja    | Datei hochladen | Miethaus HERIS-ID: 5315 Objekt-ID: 1178 Linz: 949                                                                          | Waltherstraße 16 Standort KG: Linz                       | Das strenghistoristische Zinshaus stammt aus dem Jahr 1873 von Ignaz Scheck. | BDA-Hist.: Q37788155 Status: Bescheid Stand der BDA-Liste: 2025-06-30 Name: Miethaus GstNr.: 1933/2 |
| ja    | Datei hochladen | Wohnhaus HERIS-ID: 96280 Objekt-ID: 111756                                                                                 | Waltherstraße 19 Standort KG: Linz                       | | BDA-Hist.: Q37767692 Status: § 2a Stand der BDA-Liste: 2025-06-30 Name: Wohnhaus GstNr.: 1903/2 Waltherstraße 19 (Linz) |
| ja    | Datei hochladen | Wohnhaus HERIS-ID: 5316 Objekt-ID: 1179 Linz: 951                                                                          | Waltherstraße 20 Standort KG: Linz                       | Das Eckhaus mit neobarocken Dekorformen stammt aus dem Jahr 1893 von Ignaz Scheck. | BDA-Hist.: Q37788180 Status: Bescheid Stand der BDA-Liste: 2025-06-30 Name: Wohnhaus GstNr.: 1932 Waltherstraße 20 (Linz) |
| ja    | Datei hochladen | Wohnhaus HERIS-ID: 63120 Objekt-ID: 75729 Linz: 952                                                                        | Waltherstraße 24 Standort KG: Linz                       | Das breite strenghistoristische Zinshaus stammt aus dem Jahr 1873 von Michael Lettmayr. 1909–1970 war hier das Bruckner-Konservatorium untergebracht. | BDA-Hist.: Q38102195 Status: Bescheid Stand der BDA-Liste: 2025-06-30 Name: Wohnhaus GstNr.: 1903/6 |
| ja    | Datei hochladen | Klubhaus HERIS-ID: 78460 Objekt-ID: 92122                                                                                  | Weißenwolffstraße 17a Standort KG: Linz                  | Im nach Süden offenen Straßenhof vom Dametzhof zur Weissenwolffstraße wurde um 1942 ein zweigeschoßiger Zwischenbau, das sogenannte Klubhaus, mit einem Walmdach im Stil der NS-Zeit errichtet. Anmerkung: Im Statistischen Bezirk Kaplanhof | BDA-Hist.: Q38152256 Status: § 2a Stand der BDA-Liste: 2025-06-30 Name: Klubhaus GstNr.: 593/59 Klubhaus (Linz) |
| ja    | Datei hochladen | Dametzhof HERIS-ID: 87772 Objekt-ID: 102205                                                                                | Weißenwolffstraße 17, 19 Standort KG: Linz               | Die Wohnhausanlage wurde 1927–1928 von Curt Kühne geplant. Die 13 fünfgeschoßigen Wohnhäuser liegen U-förmig an der Hyrtl-, Reischek- und der Körnerstraße. Ursprünglich war eine Verbauung an der Weißenwolffstraße (heute Bau Weißenwolffstraße 17a) nicht geplant, sondern ein nach Süden offener Straßenhof vorgesehen. Anmerkung: Im Statistischen Bezirk Kaplanhof | BDA-Hist.: Q15055765 Status: § 2a Stand der BDA-Liste: 2025-06-30 Name: Dametzhof GstNr.: 593/54 Dametzhof, Linz |
| ja    | Datei hochladen | Rosenburg HERIS-ID: 83711 Objekt-ID: 97752 Linz: 895seit 2013                                                              | Zaubertalstraße 6 Standort KG: Linz                      | Der schlossartige Villenbau in Bruchsteinmauerwerk wurde 1908 nach Plänen von Edward Schiller – damaliger Magistratsdirektor der Stadt Linz – von den Architekten Wilhelm Fabigan und Carl Feichtinger errichtet. Das dreigeschoßige Hauptgebäude schließt an einen quadratischen Turm mit Zeltdach an. Im obersten Geschoß befindet sich ein Erker auf Kragsteinen. Anmerkung: Im Statistischen Bezirk Froschberg | BDA-Hist.: Q38181170 Status: Bescheid Stand der BDA-Liste: 2025-06-30 Name: Rosenburg GstNr.: 2837/1, 2837/3, 2837/5 Rosenburg, Linz |
| ja    | Datei hochladen | Maria-Thal-Kapelle mit Mesnerhaus und Bethaus HERIS-ID: 80350 Objekt-ID: 94082                                             | Zaubertalstraße 9 Standort KG: Linz                      | Die Kapelle wurde 1746 von den Jesuiten erbaut. Ein quadratischer Zentralbau mit abgeschrägten Ecken und kuppelartigen Haubendach auf dem sich ein kleiner Turm befindet. Das Portal ist mit einem Schmiedeeisengitter versehen. Im Inneren befinden sich ein figurenreiches Fresko von Wolfgang Andreas Heindl aus dem Jahre 1747 sowie ein barocker Hauptaltar mit Steinstatue. Anmerkung: Im Statistischen Bezirk Froschberg | BDA-Hist.: Q38173483 Status: § 2a Stand der BDA-Liste: 2025-06-30 Name: Maria-Thal-Kapelle mit Mesnerhaus und Bethaus GstNr.: 2831 Maria-Thal-Kapelle |
| ja    | Datei hochladen | Erzengel Gabriel und hl. Johannes Nepomuk HERIS-ID: 105011 Objekt-ID: 121961                                               | in der Nähe von Zaubertalstraße 9 Standort KG: Linz      | Die Statue zeigt den Erzengel Gabriel mit einem Lilienzweig in der linken Hand auf einem Sockel mit der Inschrift „Disen weg gehe nit vorbey ohne das Maria Gegrüsset sey.“ Die Sandsteinplastik des heiligen Johannes Nepomuk stammt aus dem Jahre 1708. Anmerkung: Im Statistischen Bezirk Froschberg | BDA-Hist.: Q37802927 Status: § 2a Stand der BDA-Liste: 2025-06-30 Name: Erzengel Gabriel und hl. Johannes Nepomuk GstNr.: 3164/1 Erzengel Gabriel und Nepomuk (Linz)                                                                                             |
| ja    | Datei hochladen | Friedhof mit Heiliggrabkapelle HERIS-ID: 80346 Objekt-ID: 94076 Linz: 2522                                                 | Zaubertalstraße 9a Standort KG: Linz                     | Der Friedhof ist als Bergfriedhof auf drei Ebenen angelegt. Er ist der kleinste noch belegte Friedhof von Linz. Die Grabkapelle wurde von Bürgermeister Ludwig Preller 1659 errichtet. Anmerkung: Im Statistischen Bezirk Froschberg | BDA-Hist.: Q38173441 Status: § 2a Stand der BDA-Liste: 2025-06-30 Name: Friedhof mit Heiliggrabkapelle GstNr.: 2829/2, 2830 |
| ja    | Datei hochladen | Kreuzweg und Kalvarienberg HERIS-ID: 104903 Objekt-ID: 121789                                                              | Zaubertalstraße 9a Standort KG: Linz                     | Die erste Kreuzwegstiege wurde gemeinsam mit der Kalvarienbergkirche in den Jahren 1651 bis 1654 angelegt. Die jetzigen Kreuzwegstationen stammen aus der Mitte des 19. Jahrhunderts. Anmerkung: Im Statistischen Bezirk Froschberg | BDA-Hist.: Q37802702 Status: § 2a Stand der BDA-Liste: 2025-06-30 Name: Kreuzweg und Kalvarienberg GstNr.: 2830, 3162, 2833/1, 3164/2 Kreuzweg Kalvarienberg (Linz, St. Margarethen)                                                                             |
| ja    | Datei hochladen | Kalvarienbergkirche St. Margarethen, Auffindung des hl. Kreuzes HERIS-ID: 80342 Objekt-ID: 94072 Linz: 590                 | Zaubertalstraße 9a Standort KG: Linz                     | Anmerkung: Im Statistischen Bezirk Froschberg | BDA-Hist.: Q1253089 Status: § 2a Stand der BDA-Liste: 2025-06-30 Name: Kalvarienbergkirche St. Margarethen, Auffindung des hl. Kreuzes GstNr.: 2830 Kalvarienbergkirche St. Margarethen                                                                          |
| ja    | Datei hochladen | Pfarrhof HERIS-ID: 80343 Objekt-ID: 94073                                                                                  | Zaubertalstraße 9a Standort KG: Linz                     | Der Pfarrhof wurde 1898 von den Franziskanern als Hospiz errichtet. Sie lösten die Jesuiten ab und übernahmen die Seelsorge der Pfarre. Anmerkung: Im Statistischen Bezirk Froschberg | BDA-Hist.: Q38173431 Status: § 2a Stand der BDA-Liste: 2025-06-30 Name: Pfarrhof GstNr.: 2830 |
| ja    | Datei hochladen | Ehem. Finanzlandesdirektion, ehem. Hauptzollamt HERIS-ID: 52270 Objekt-ID: 58868 Linz: 439                                 | Zollamtstraße 7 Standort KG: Linz                        | Das Gebäude wurde wahrscheinlich nach einem Entwurf von Paul Sprenger in den Jahren 1857 und 1858 in romantischen Renaissanceformen erbaut. | BDA-Hist.: Q38050346 Status: Bescheid Stand der BDA-Liste: 2025-06-30 Name: Ehem. Finanzlandesdirektion, ehem. Hauptzollamt GstNr.: 48 Zollamtsstraße 7 (Linz)                                                                                                   |
| ja    | Datei hochladen | Wohn- und Geschäftshaus HERIS-ID: 97565 Objekt-ID: 113374 Linz: 442                                                        | Zollamtstraße 20 Standort KG: Linz                       | Das spätklassizistische Wohnhaus stammt von Johann Rueff aus dem Jahr 1843. | BDA-Hist.: Q37770066 Status: § 57-Mandatsbescheid Stand der BDA-Liste: 2025-06-30 Name: Wohn- und Geschäftshaus GstNr.: 56 Zollamtstraße 20 (Linz) |
| ja    | Datei hochladen | Straßenbrücke, Nibelungenbrücke HERIS-ID: 38195 Objekt-ID: 37707 Linz: 3070                                                | Obere Donaulände 1, bei Standort KG: Linz                | Die Nibelungenbrücke wurde 1938–1940 erbaut und ersetzte eine ältere Eisenbrücke. Sie weist an jedem Ufer eine gewölbte Durchfahrt und einen platzartig ausgeführten Brückenkopf auf. Anmerkung: Die Brücke verbindet die Linzer Innenstadt und Urfahr. | BDA-Hist.: Q125080133 Status: Bescheid Stand der BDA-Liste: 2025-06-30 Name: Straßenbrücke, Nibelungenbrücke GstNr.: 3159/1, 3174/1 Nibelungenbrücke, Linz |

## Ehemalige Denkmäler
| Foto |                 | Denkmal | Standort                                      | Beschreibung | Metadaten |
| ---- | --------------- | --- | --------------------------------------------- | --- | --- |
| ja   | Datei hochladen | Vereins- und Bootshaus der Polizeisportvereinigung (PSV) Linz/Linzer Ruderverein Objekt-ID: 96729von 2016 bis 2017 | Obere Donaulände 131a Standort KG: Linz       | | BDA-Hist.: Q38179454 Status: Bescheid Stand der BDA-Liste: 2017-06-23 Name: Vereins- und Bootshaus der Polizeisportvereinigung (PSV) Linz/Linzer Ruderverein GstNr.: 2826/3   |
| ja   | Datei hochladen | Kommunaler Wohnbau Objekt-ID: 127580bis 2017                                                                       | Unionstraße 50–70, ger. Nr. Standort KG: Linz | 1927 von der Hoch- und Tiefbau GmbH nach Plänen von Curt Kühne im Stil der Neuen Sachlichkeit erbaut. | BDA-Hist.: Q37816162 Status: § 2a Stand der BDA-Liste: 2017-06-23 Name: Kommunaler Wohnbau GstNr.: 3339                                                                       |
| ja   | Datei hochladen | Eisenbahn- und Straßenbrücke über die Donau in Linz Objekt-ID: 22120bis 2013                                       | Standort KG: Linz                             | Die Eisenbahnbrücke über die Donau in Linz wurde 1897 bis 1900 als kombinierte Eisenbahn- und Straßenbrücke von der k.k. priv. Hofschlosserei Anton Biró geplant und erbaut. Die genietete Eisenkonstruktion bestand aus drei bogenförmigen Fachwerkteilen, die von zwei im Flussbett stehenden gemauerten Pfeilern getragen wurden. Mit einer Gesamtlänge von 375 Metern verband sie die Mühlkreisbahn und die Westbahn, wurde aber nur gelegentlich für den Zugverkehr genutzt. Durch Korrosion wurde die Brücke stark geschädigt. Ob die Brücke saniert werden kann oder durch einen Neubau ersetzt werden soll, war lange unklar. Im Sommer 2016 wurde die Brücke abgerissen. Die Brücke verband die Linzer Innenstadt und Urfahr. | BDA-Hist.: Q106652214 Status: Bescheid Stand der BDA-Liste: 2013-06-28 Name: Eisenbahn- und Straßenbrücke über die Donau in Linz GstNr.: 3176/5, 3176/6 Eisenbahnbrücke, Linz |